# Марківці (Ніжинський район)
Марківці́ — село в Україні, у Бобровицькій міській громаді Ніжинського району Чернігівської області. За чисельністю населення займає четверте місце в Бобровицькій ОТГ. До 2020 село належало до Бобровицького району. Народна традиційна назва — Марковці́. Населення — 1052 осіб (2024) на більше 700 дворів. Біля села є два дачних селища.
Село відоме тим, що 1846 року в садибі поміщиків Катериничів зупинявся та намалював кілька їх портретів Тарас Шевченко.

## Географія

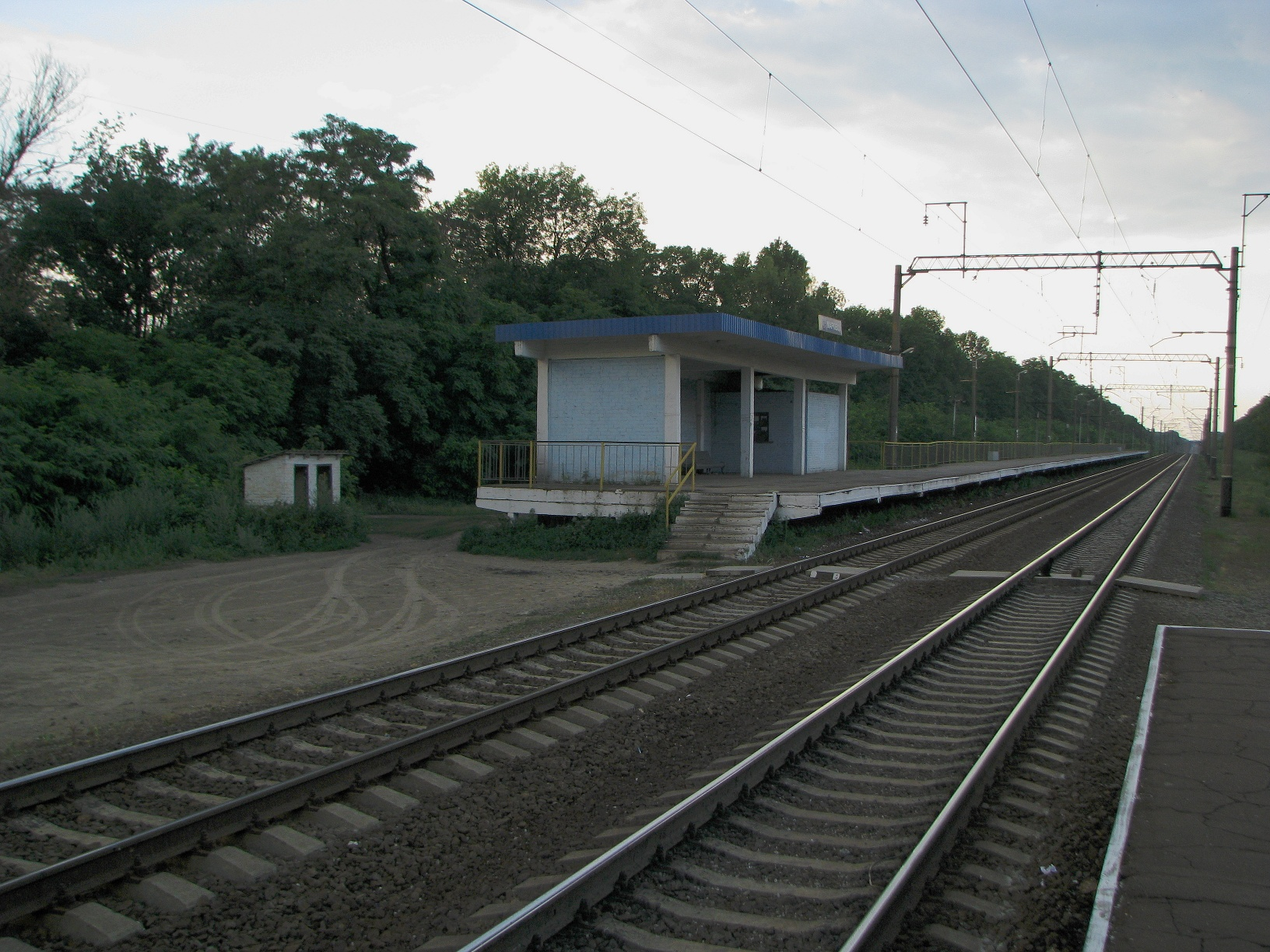
Залізнична платформа Марківці

Марківці — найзахідніше село району на кордоні з Київською областю. На заході територія сільради виходить на лівий берег Трубежа. Через село з північного заходу на південний схід проходить автошлях Т 2528 Козелець — Бобровиця, який одразу за селом перетинає магістральну залізничну лінію Київ — Москва (перегін Заворичі — Бобровиця). Біля села є три залізничні зупинні платформи: Трубіж (1990-ті), Ярославка (1974) та Марківці (1929), де зупиняються приміські електропоїзди Київ — Ніжин. Зі столиці до села можна доїхати електропоїздом менш ніж за 2 години (зі станції Дарниця — приблизно за годину). Також є зупинка міжміського автобусу.
Сусідні населені пункти:
У геоморфологічному відношенні територія села відноситься до Лівобережної Придніпровської рівнини, розміщеної на давній терасі Дніпра. Висота над рівнем моря — 117 м. Клімат — помірно-теплий, м'який з достатньою вологістю. Корисні копалини — цегельно-черепична сировина (глина, пісок).
Ґрунти біля села дуже змішані. Більша частина села збудована на темно-сірих опідзолених ґрунтах легкосуглинистого складу. Крайній південний захід села потрапив у зону дерново-слабкопідзолистих та дерново-середньопідзолистих піщаних, глинисто-піщаних та супіщаних ґрунтів. Крайній північний схід лежить на типових слабко- й малогумусних чорноземах та осолодівших (лучно-чорноземних та дернових) ґрунтах легкосуглинистого складу.
Назва села походить від засновника села Марка Боклана. Кумедним є той факт, що в російських джерелах — навіть на мапах XVIII—XIX ст. — часто траплялась назва Морковцы.

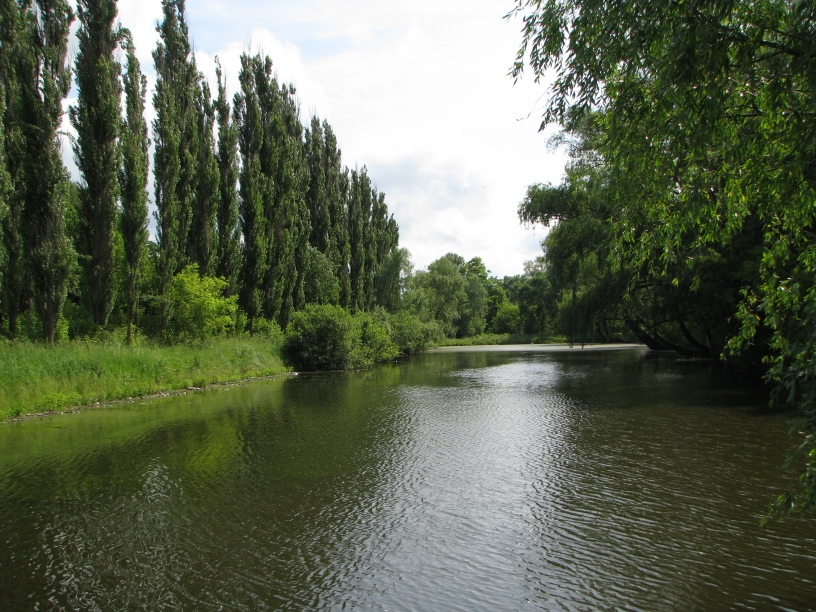
Ревня (Ремня)

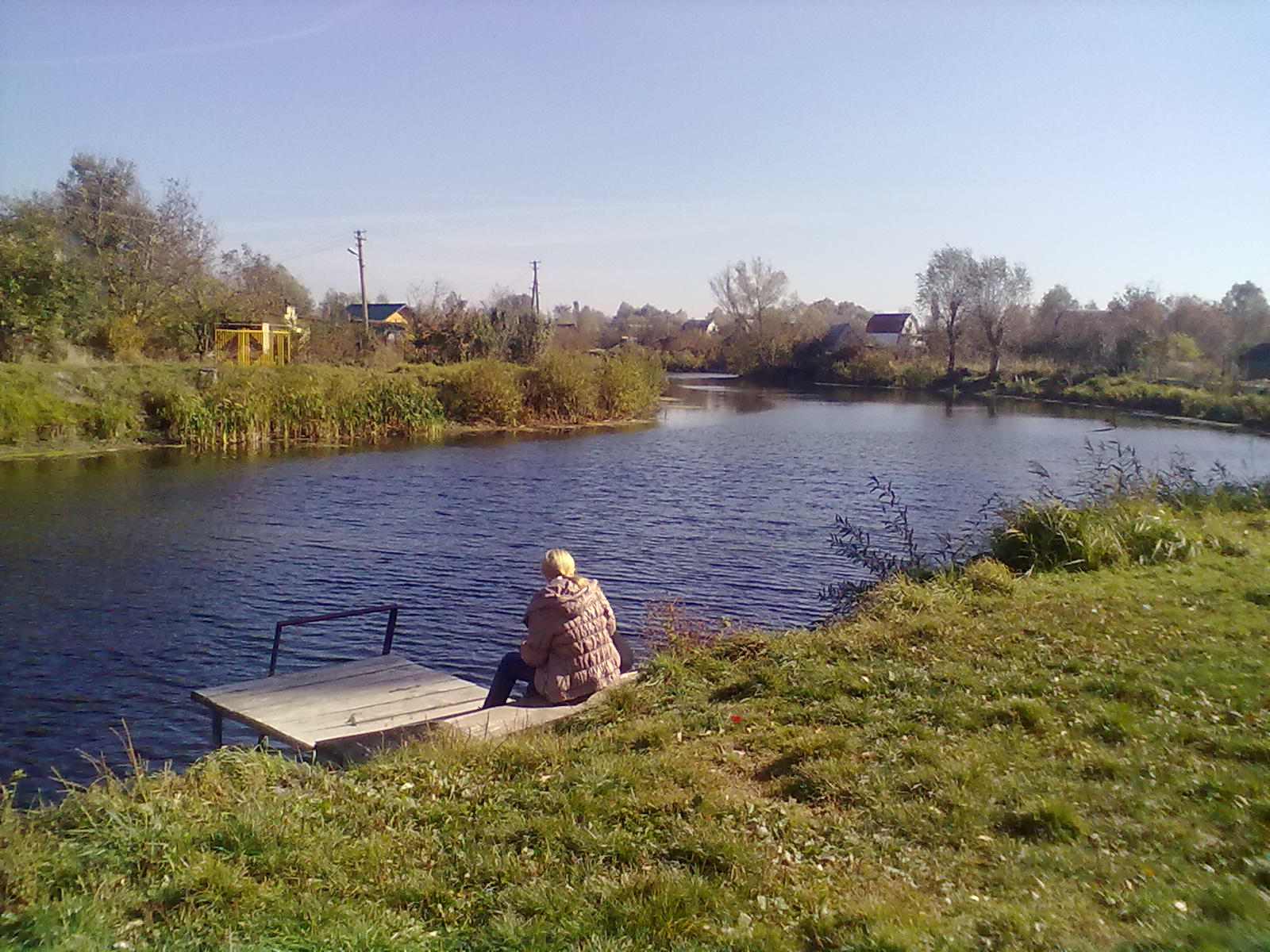
Ставок у дачному селищі

Вулиці (кутки): Артема Уса (колишня Мічуріна), Гагаріна (Золотарівка), Гоголя (Буряківка, Хутір; найдовша — 3073 м, 135 осель), Грушевського, Довженка (Жеребецький хутір, Сухинський шлях; колишня Кірова), Дружби (Кирилівщина), Калинова (Гута; колишня Жовтнева), Кононенка (Семені́вка; найкоротша — 4 оселі), Корольова (Гаврущенкове), Лесі Українки, Миру (Семені́вка/Боклані́вка; колишня Пролетарська), Незалежності (Тарані́вка; колишня Леніна), Олега Кошового (Кощі́єво), Перемоги, Першотравнева, Петра Зубка (Мостиський шлях), Польова (колишня 60 років Жовтня), Пушкіна, Радгоспна, Галаївська (Галаївка/Голикі́вщина; колишня Рози Люксембург), Сліпенка (Тарані́вка), Чапаєва (Сухинський шлях), Червоноармійська (Кирилівщина), Червонопартизанська (Кощі́єво), Шевченка (Кошелі́вка), Щорса (Золотарі́вка), Ярославська (Глушків Гай; колишня Свердлова).
Урочища: Балачиха, Борискова Лоза, Вовкова Гора, Гало, Голиківщина, Гора, Ковбаня, Котивщина, Левадки, Лиса Гора, Ситне, Трубайло, Турківщина, Царицине, Чайка.
Долини: Панська, Панченкова, Семенцева.
Річка: Трубіж.
Озера: Ревня (Ремня), Кругле.
Болото: Пилькове.
Ліс: Са́жалка.
Могила: Княжедвір'я.
Найвідоміше озеро — Ревня (Ремня), у центрі. Озеро Кругле на північний захід від села використовується для купання. У дачних селищах є кілька ставків.

## Населення
| Рік    | 1726 | 1737 | 1770 | 1781 | 1787  | 1790 | 1801  | 1810 | 1830  | 1850  |
| Людей  |      |      | 807* |      | 303** | 864* | 364** | 937* | 1060* | 1118* |
| Дворів | ≥11  | 33   |      | 93   |       |      |       |      |       |       |

| Рік    | 1859 | 1860  | 1877   | 1881 | 1885 | 1892 | 1897      | 1901 | 1904 | 1913 |
| Людей  | 1310 | 1350* | 735*** | 1626 | 1477 | 1944 | 1831/2392 | 1800 | 2021 |      |
| Дворів | 229  |       |        | 331  | 248  | 357  | 378       |      | 245  | 398  |

| Рік    | 1923 | 1926 | 1941 | 1963 | 1972 | 1983 | 1989 |
| Людей  | 2332 | 2311 |      | 1863 | 2074 | 2068 | 1847 |
| Дворів | 563  | 571  | 585  | 622  | 700  |      |      |

| Рік    | 2001 | 2006 | 2012 | 2015 | 2017 | 2019 | 2020 |
| Людей  | 1504 | 1309 | 1211 | 1189 | 1128 | 1120 | 1109 |
| Дворів |      |      | 750  |      |      |      |      |

* Число прихожан, могло перевищувати населення села.
** Число дорослих чоловіків, що сплачували податки.
*** Число прихожан-чоловіків.

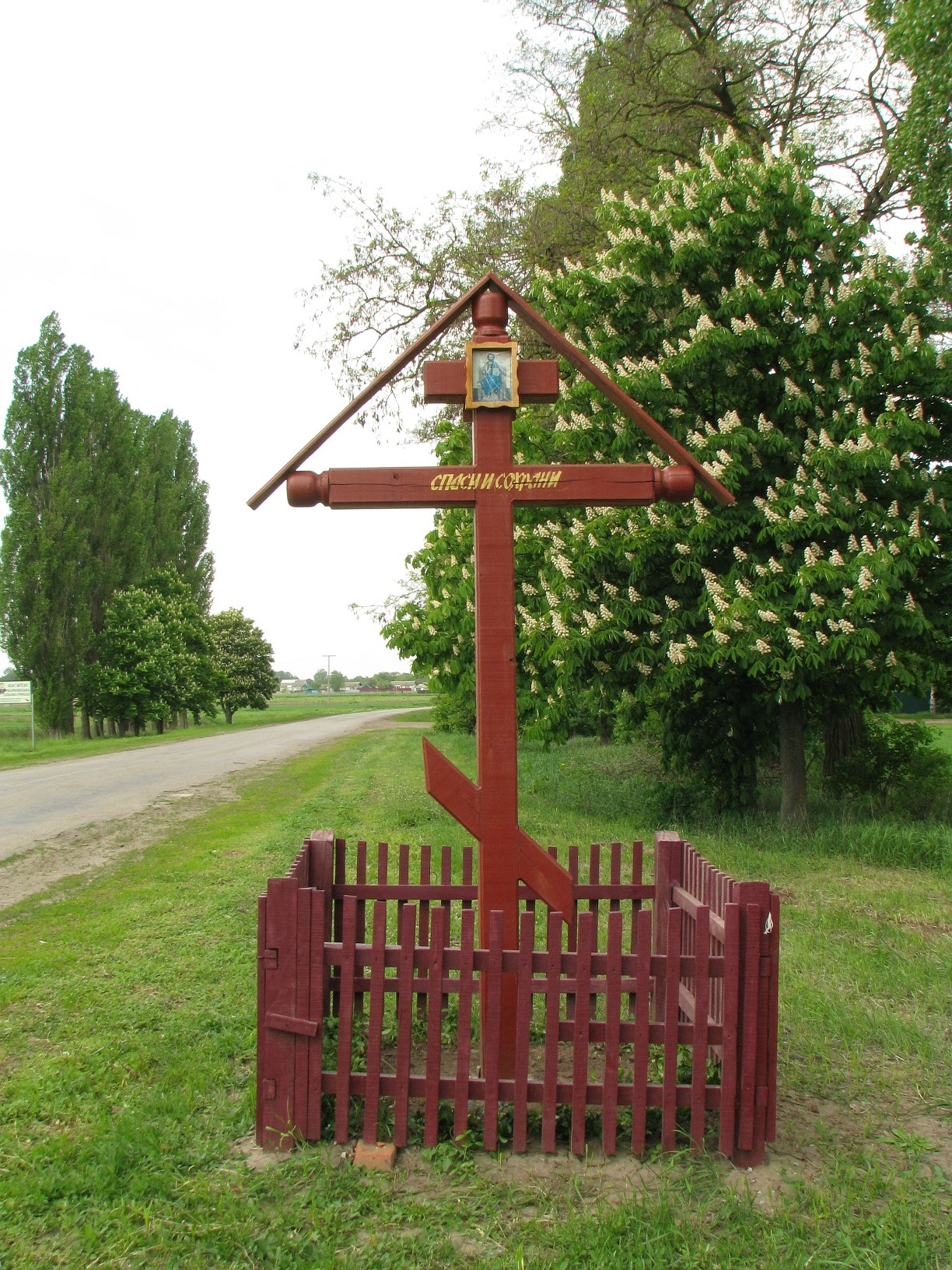
Поклонний хрест на в'їзді

За даними перепису населення 2001 року у селі проживали 1504 особи. Рідною мовою марківчани назвали такі:
| Мова       | Відсоток |
| ---------- | -------- |
| українська | 97,41 %  |
| російська  | 2,39 %   |
| білоруська | 0,07 %   |
| румунська  | 0,07 %   |
| болгарська | 0,07 %   |

Станом на 1 січня 2019 року населення — 1120 осіб на 750 дворів, серед них виборців — 945, чоловіків — 530, жінок — 590, дітей — 163, пенсіонерів — 288, працездатних — 669, безробітних — 27 (20.12.2017), учасників бойових дій — 10, людей із інвалідністю — 15, людей із обслуговуванням соціальними працівниками вдома — 19, неповних сімей — 31, дітей із неповних сімей — 45, багатодітних сімей — 12, дітей із багатодітних сімей — 34, дітей із інвалідністю — 9, дітей-сиріт — 1, одиноких багатодітних матерів — 2. Останнім часом населення села зменшується і становить трохи менше половини від історичного максимуму.
| Вік   | Чоловіків | Жінок |
| 60+   | 134       | 154   |
| 40-59 | 167       | 176   |
| 18-39 | 155       | 171   |
| 0-17  | 74        | 89    |

Найпоширеніші прізвища: Шевченко, Буряк, Боклан (Баклан), Кошіль, Борисенко, Данильченко, Кот, Кононенко, Панченко, Пінчук, Шостак, Сліпенко, Омельченко, Онищенко (Оніщенко), Дворник, Заболотний, Голик, Конош, Конішевський.
Значна частина марківчан працює або навчається в Києві, Броварах та Ніжині. Саме тому ще з радянських часів спостерігається міграція в ці міста. У теплу пору року фактичне населення збільшується людьми, що приїздять до батьків, та «дачників» — переважно киян та броварчан, які придбали подвір'я або отримали їх у спадок. Деякі містяни-пенсіонери кілька місяців на рік проводять у дачних селищах біля села.

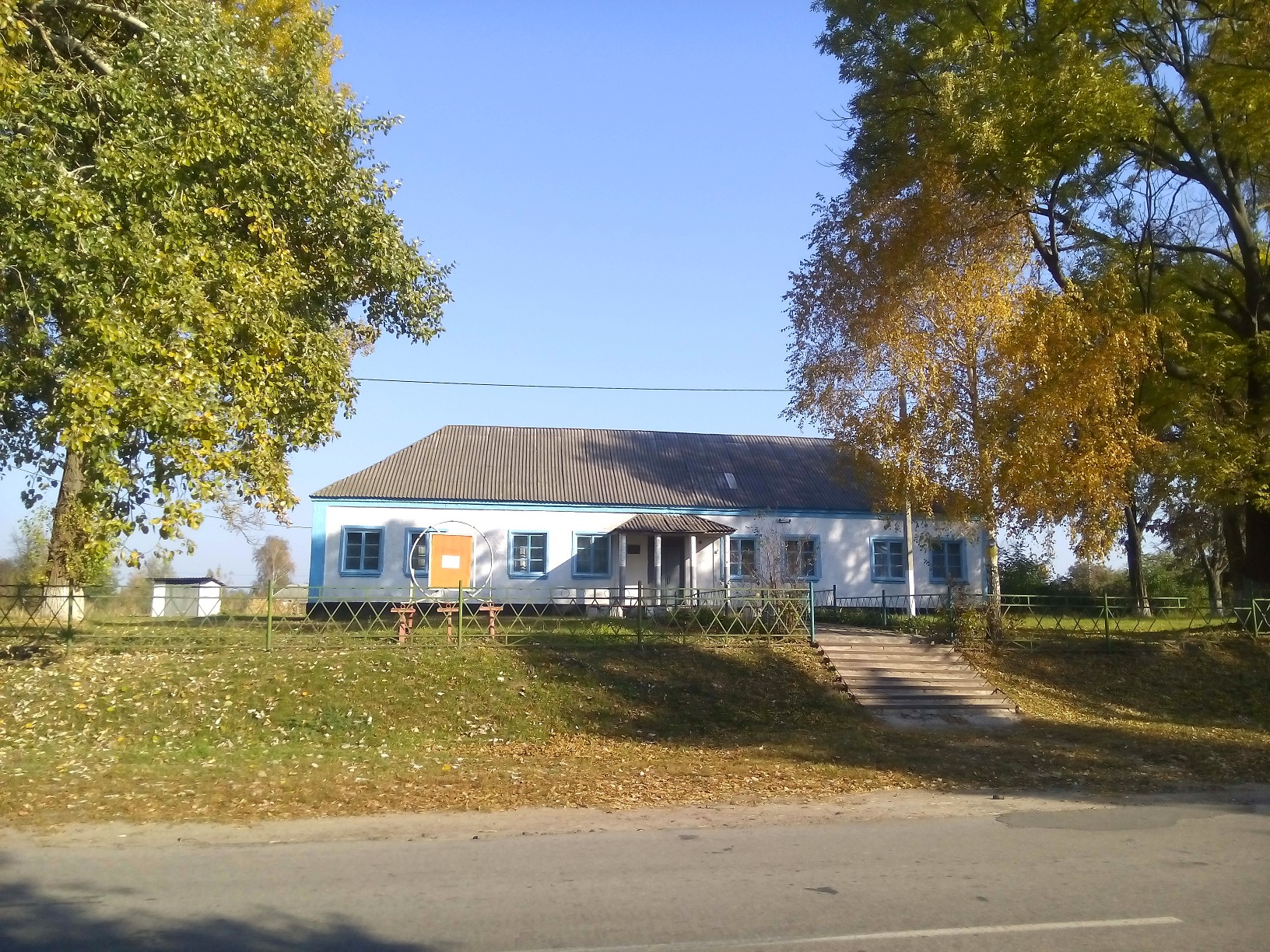
Сільський клуб

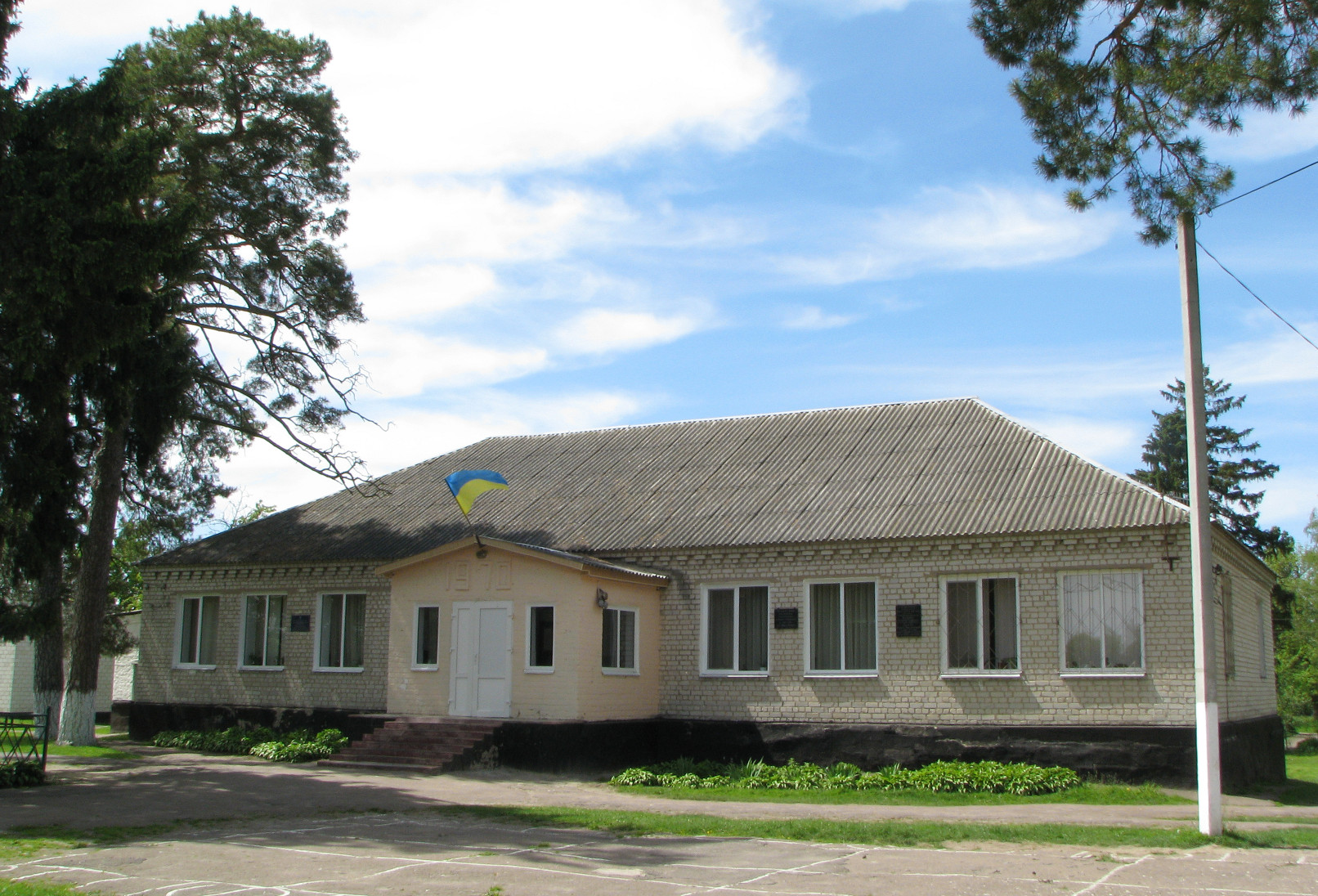
Школа на фундаменті будинку Катериничів

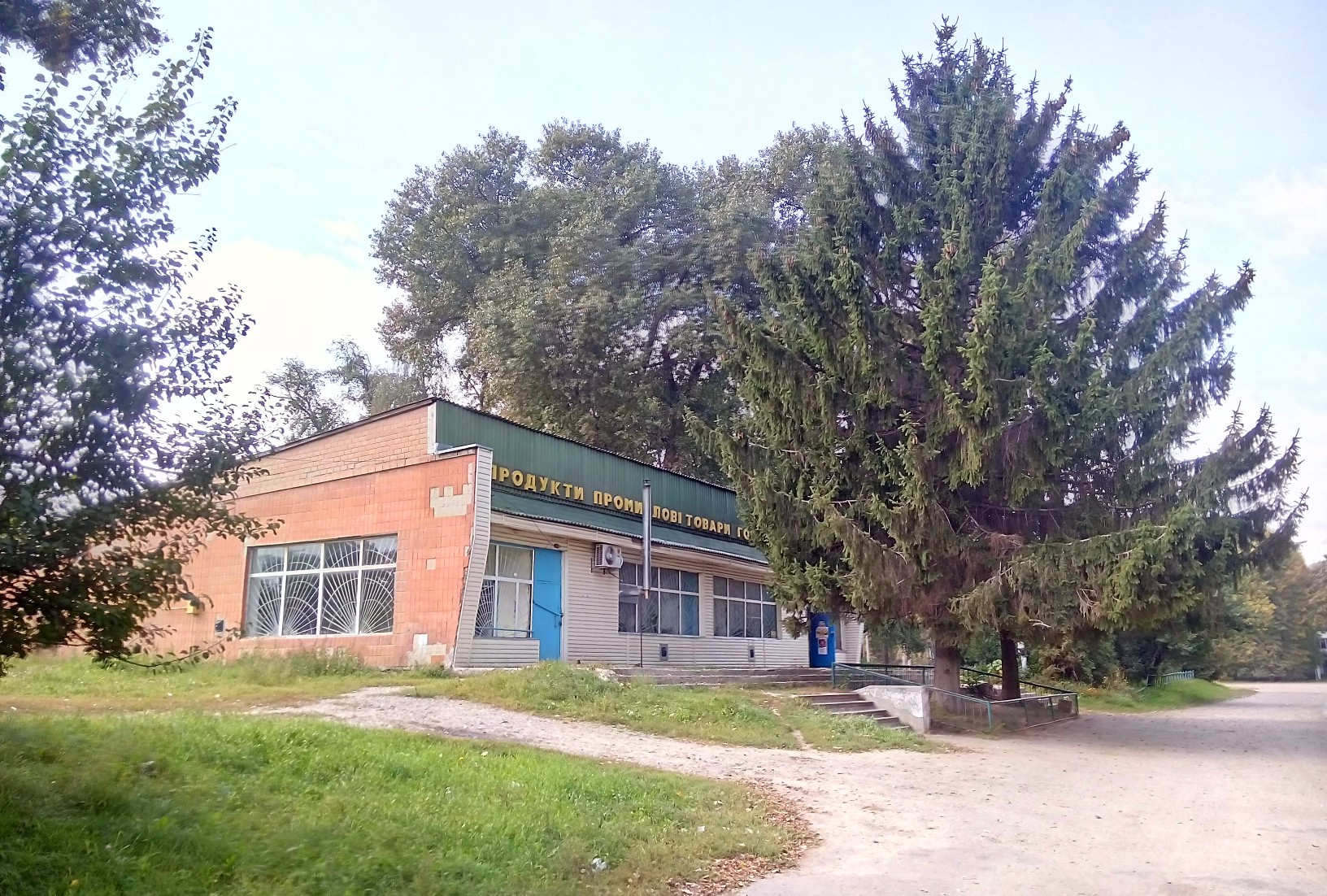
«Універмаг»

## Життя громади
У радянські часи головним роботодавцем села був радгосп «Кіровський», який спеціалізувався на м'ясо-молочному тваринництві. У 1990-х господарство занепало, й зараз пусті корівники руйнуються.
Землю розпайовано. На базі колишнього радгоспу діє філія ТОВ «Земля і Воля», що орендує землю з 420 паїв (переважно землі вищої категорії). Землі 2-ї категорії орендує фермерське господарство «Ольга-Аллін».
На підвідомчій сільраді території розташовано два дачних селища (біля залізничних платформ Трубіж та Ярославка), де діють 12 садових товариств, які загалом містять 1750 садових ділянок.
У Марківцях є угіддя, орні землі, лісові ділянки, рибогосподарство. Площа сільськогосподарських угідь по селу становить 404,6 га. У індивідуальному користуванні населення станом на 2012 рік перебувало 59 голів великої рогатої худоби, 374 свині, 56 кіз та 95 бджолосімей, 103 легкових та 2 вантажних автомобілі, а також 15 тракторів.
Церковно-приходську школу було відкрито 1860 року, земське народне сільське училище — 1873 року. За цей час кілька разів школа переїжджала на інше місце. Зараз у селі є Марківецька ЗОШ I—III ступенів — партнер Українського гуманітарного ліцею (станом на 2013 рік — 127 учнів, 16 учителів та 7 техпрацівників), директор — Шевченко Галина Олексіївна.
У селі також є музей історії села (у школі), дитсадок «Казка» (на 20 дітей), клуб (з 1947), бібліотека (у клубі, має «Світлицю старожитностей»), кафе, 7 крамниць, відділення Укрпошти, гуртожиток, фельдшерський пункт, перукарня, стоматологічний кабінет, стадіон. Вівторками, середами та суботами на центральній площі села відкриваються пересувні пункти торгівлі. Частину вулиць заасфальтовано. Село електрифіковано (1962), телефонізовано (цифрова АТС — 2003) та газифіковано (2006). Є можливість дротового підключення до мережі Інтернет (до 30 Мбіт/с, компанія «Фрінет»). За деякими даними, всі лінії для підключення до «Фрінет» зайняті. Завдяки тому, що на території колишнього колгоспу встановлено базову станцію Vodafone Україна, марківчани забезпечені стабільним швидкісним 4G-інтернетом за технологією LTE 1800. Київстар і lifecell мають менш стабільне покриття в Марківцях, тому в разі використання їх 4G-інтернету як домашнього бажано використовувати додаткові зовнішні антени. 2 соціальних працівники допомагають 22 одиноким пенсіонерам. У Бобровиці є дільничий інспектор, відповідальний за Марківці.
Великий обсяг робіт із облаштування громадських місць марківчани виконують на волонтерських засадах. Матеріально допомагають марківчанам уродженці села — зокрема, члени Бобровицького відділення Чернігівського земляцтва в Києві Андрій Михайлович Пінчук, Василь Юлійович Заболотний та інші.
Керівництво сільради та школа регулярно проводять різноманітні заходи, зокрема, до свят та пам'ятних днів. Діють аматорський ансамбль «Марківчаночка» (керівник — Галина Миколаївна Трегуб) та літературне об'єднання «Джерело». Команда «Сокіл Марківці» виступає в районному чемпіонаті з футболу. Шкільні міні-футбольні команди (хлопці та дівчата) також беруть участь у районних змаганнях.

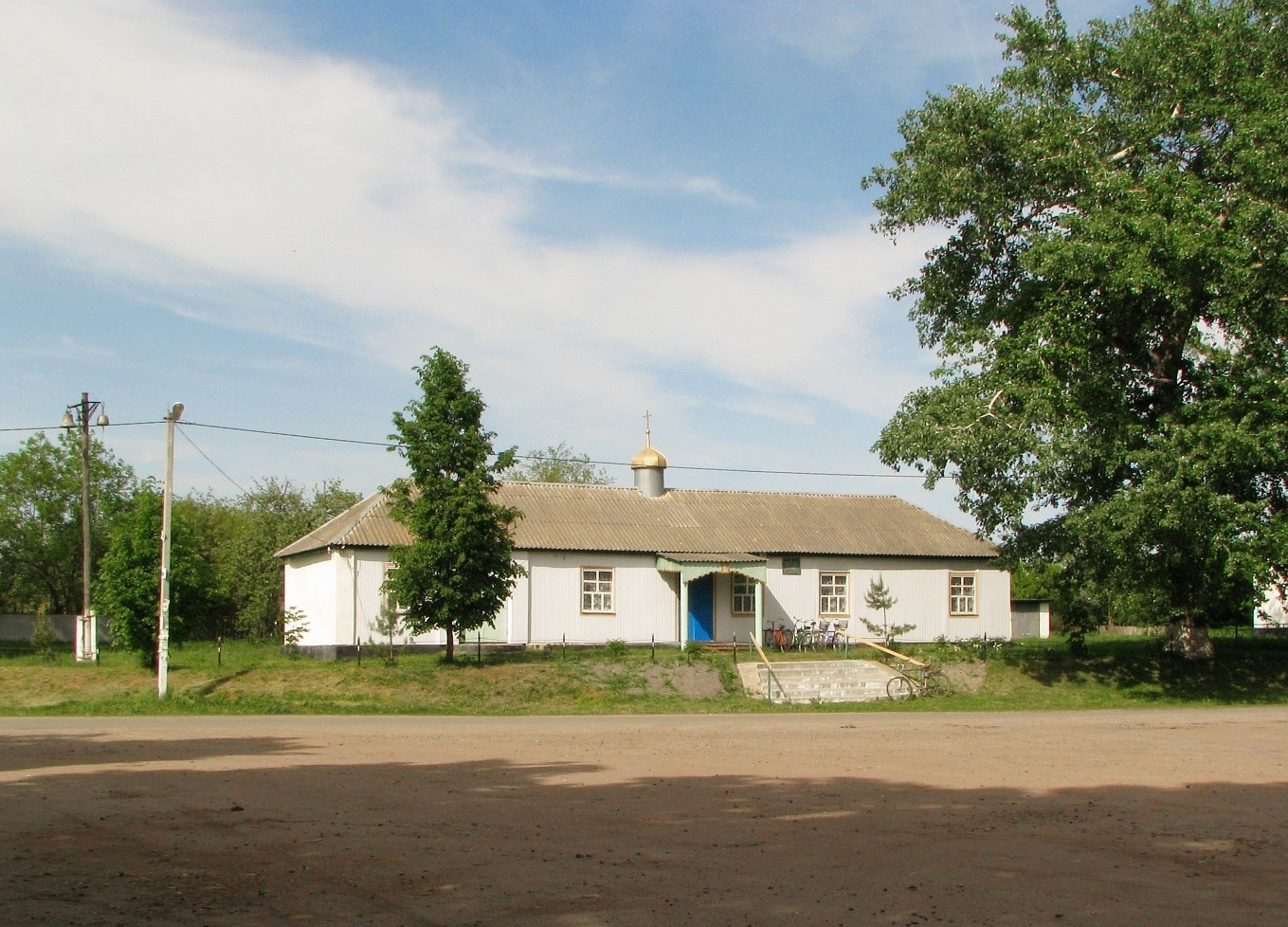
Храм Успіння Пресвятої Богородиці (ПЦУ)

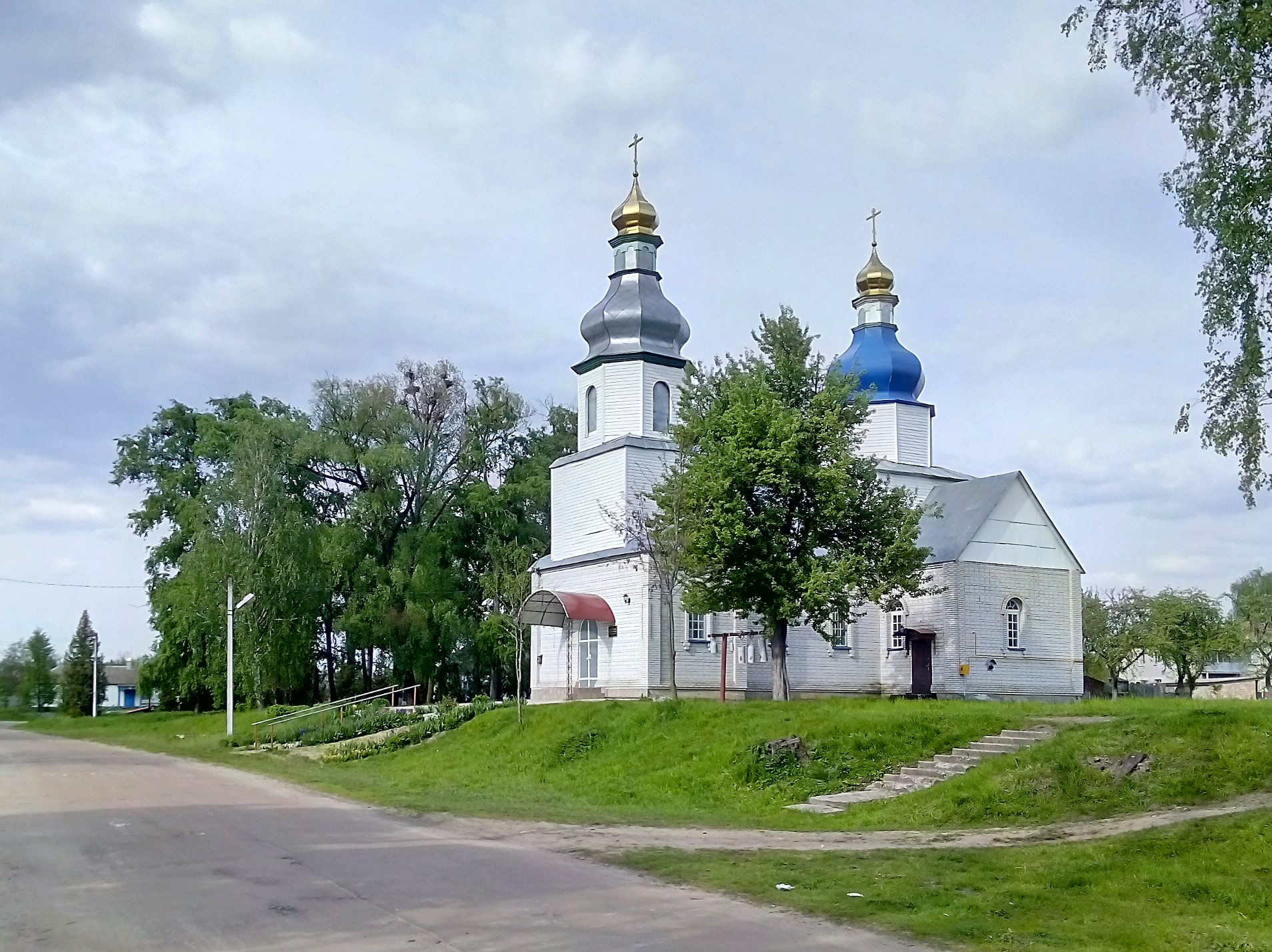
Храм Успіння Пресвятої Богородиці (УПЦ МП)

## Релігія
Детальніші відомості  ви можете знайти в статті Успенська церква (Марківці).
1769 року вже існувала православна парафія Успіння Пресвятої Богородиці. 1775 року було освячено дерев'яний храм, на початку XX ст. збудовано новий, але 1943 року спалено німцями.
Зараз у Марківцях є дві парафії, що наслідували історичну назву: ПЦУ (з 1996) та УПЦ (МП) (з 1997). Храми розташовано в центрі неподалік від обеліска, де раніше була стара церква.
Настоятелі:
- ПЦУ — отець Василь Бабець.
- УПЦ МП — отець Богдан Кушнірчук.[48]

Храмове свято села — Успіння Пресвятої Богородиці («Перша Пречиста»), 28 серпня.
1858 року в Марківцях народилася та прожила перші 7 років Преподобна Смарагда (Онищенко Іуліанія Аврамівна), сповідниця Ніжинська, ігуменя Ніжинського Свято-Введенського жіночого монастиря (1914—1927, 1941—1943). 10 травня 2014 року освячено Успенський храм УПЦ (МП) та подаровано ікону з часткою мощей преподобної Смарагди Ніжинської.
Також у селі є протестанти-євангелісти. Зокрема, за даними радянських спецслужб 1979 року в районі діяла незареєстрована община п'ятидесятників: 19 вірян із Марківців, Озерян та Кобижчі на великі свята збиралися в одній із марковецьких хат.

## Пам'ятні місця
У селі збереглась ялина, біля якої свого часу відпочивав Тарас Шевченко.
Від садиби поміщиків Катериничів після пожежі 1969 року зберігся лише фундамент, на якому відбудовано головний корпус школи.
На центральній площі села — обеліск Слави (1967): братська могила 9 радянських воїнів, які загинули при звільненні села від нацистів у вересні 1943 року, та пам'ятний знак воїнам-односельцям, загиблим у роки Німецько-радянської війни. Біля колишньої контори радгоспу — погруддя Героя Радянського Союзу П. Н. Зубка (1975). Біля храму УПЦ КП — братська могила 4 активістів села, вбитих протягом 1929—1943 років за комуністичні погляди (1975, 1989).
На стіні школи встановлено меморіальні дошки: у пам'ять про перебування Т. Г. Шевченка, випускникам школи: учасникам війни в Афганістані В. М. Лухті та В. І. Ковніру, а також воїнам АТО А. В. Усу та О. В. Онопрієнку.
У центрі біля озера відкрито пам'ятний знак «Героям Небесної Сотні».

## Історія

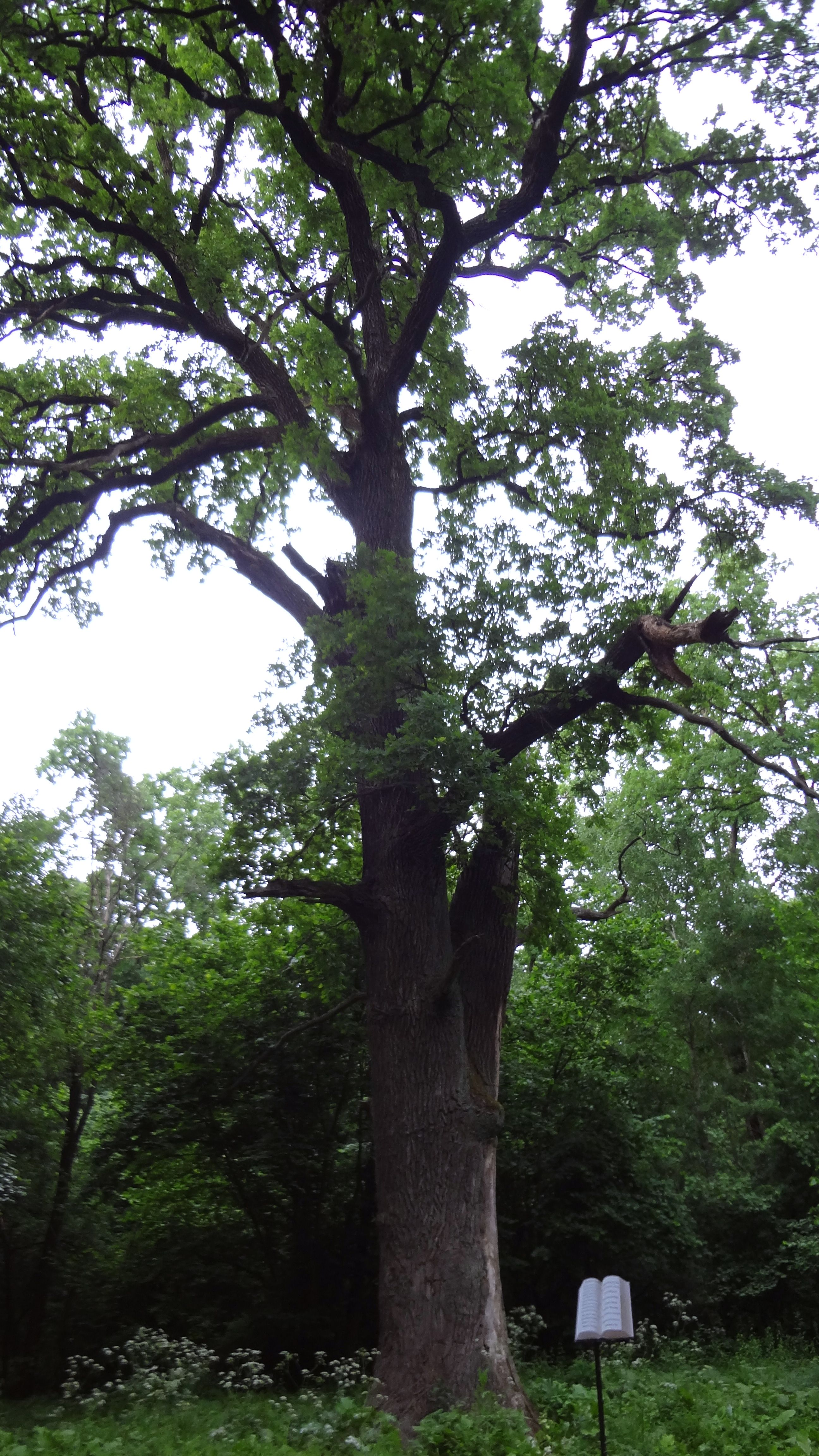
Марківецький дуб

Детальніші відомості  ви можете знайти в статті Історія села Марківців (Бобровицький район).

### Давні часи
На західній околиці села (вул. Чапаєва) знайдено залишки поселень 3—1 тис. до н. е., XVIII—XIX ст. н. е. («Марківці-1»). За 0,7 км на південний схід від східної околиці села знайдено курган 2—1 тис. до н. е.
На південь від села між Марківцями та Ярославкою є височина Княжедвір'я (Княжедворище). За переказами та історичними джерелами наприкінці XII ст. у цьому місці чернігівський князь Ярослав побудував замок, який служив укріпленням від нападу кочових племен. Замок і укріплений пункт було зруйновано степовими кочівниками. На цьому кургані місцеві жителі знаходили різні старовинні предмети: уламки стріл, списів і мечів, фрагменти посуду тощо. Зокрема, у Марківцях було знайдено велику печатку (пломбу) у вигляді свинцевого круглого диску діаметром 34 мм. На одній стороні зображено княжий знак у вигляді пророслого двозубця, на іншій збереглося рельєфне зображення хреста з розширеними лопатями. Печатка має наскрізний отвір для шнура. Зображення пророслого двозубця зафіксовано, зокрема, на іменній печатці Ізяслава Ярославича.
На схід від села (між Марківцями та Бобровицею) біля траси Т 2528 є курган (могила) Балачи́ха. Назва — можливо, тюркського походження, оскільки татарською балачи́к означає «дитинча».
На захід від села (між Марківцями та Мостищем) у лісі росте великий Марківецький дуб, вік якого налічує 400—500 років.

### Заснування
За усними переказами, засновником села є Марко Боклан — запорозький козак, який оселився в лісі біля урочища Ревня (нині — озеро Ремня). Перша назва села — Марків хутір.
Після спустошення 1482 року місцевості кримськими татарами на чолі з Менглі Гіреєм залишилися лише окремі хутори. Ці землі ніхто не хотів брати ні за службу, ні в вислугу. Нарешті 1503 року великий князь Олександр Ягеллончик пожалував усю північну половину Переяславського повіту, що лежала по Трубежу й Супою, як вислугу своєму дворянину Дашку Івановичу. Його син — черкаський і канівський староста Остафій Дашкович — організував швидку колонізацію в тому числі власних переяславських «вислуг», у яких «на ґрунтах басанському й биковському» незабаром постали 2 містечка: Басань і Быков, а також 9 сіл: Старая Басань, Марковь, Юрковь, Павловъ, Максимовъ, Брегинцы, Кулажинь, Карпиловка й Воронковъ. Важко довести тотожність згаданого Маркова з Марківцями, але принаймні можна розглядати цю інформацію як версію.
У часи Гетьманщини територія Бобровицької сотні з деякого часу підпорядковувалася Київським полковникам. Зокрема, Іван Мазепа Універсалом від 25 січня 1708 р. надав київському полковникові Федорові Коровці-Вольському Бобровицьку сотню та інші маєтності, раніше належні до уряду Київського полку (попереднім полковникам).

### Танські
Серед відомих документів перша згадка про Марківці була 1720 року, коли Михайло Михайлович Танський, Ніжинський полковий обозний (1746), родом із Молдови (за іншими даними — з Сербії), купив землі в Марківцях Бобровицької сотні у свого брата Київського полковника Антона Михайловича Танського. Згідно з Генеральним слідством Київського полку 1726 року въ деревнѣ Марковцяхъ йому належало принаймні 11 дворів посполитих (1731 року — 7).
Станом на 23 серпня 1737 року за даними ревізії Київського полку в Марківцях було 20 дворів козаків та 13 дворів посполитого населення. Заможних і середньо-ґрунтових ані козаків, ані селян не було — лише малоґрунтові. Серед них — козачий отаман Фɛско Бурак, козача вдова Фɛска Лук'яниха й козаки: Сɛмɛн Ковтунɛнко, Дмитро Тимошɛнко з братом Іваном, Матвѣй Бурак, Тимух Гук. Серед посполитих до малоґрунтових належали Сава Коношɛнко і Грицко Турчин. У Марківцях уже в той час зустрічаються такі прізвища, як Буряк, Боклан, Бокланенко, Литвин, Пінчук, Кошіль.
У архівах зберігся акт купівлі-продажу землі від 1 серпня 1764 року:

… козак и житель морковскій Микита Бондарь чиню вѣдомо симъ моимъ доброволнимъ купнимъ записом в томъ что продалъ я зятевѣ своему Михаилу Борису огород с поселениемъ купленной мною в козаковъ и жителей марковских Трохима и Тимоха Ковънѣров.

Рум'янцевський опис 1766 року подає таке зображення села:

Малороссійского Киевского полку сотнѣ Бобровицкой деревня Морковцѣ лежащія от полкового города Козелця в 30 верстах, от сотенного мѣстечка Бобровицѣ в 10 верстах же ώная при озере Клину, которое течение имѣеть на полудень, положение жъ оной на ровном месте.

Прикладом є опис двору Коношів. Брати Григорій та Кирило мали кожен своє дворище, але, ймовірно, вели спільне господарство, оскільки статистика подає відомості про чисельність їхньої худоби разом. У братів було 4 воли, 3 корови, 1 теля, 10 свиней, 9 коней і 250 овець та 10 ягнят. Земельний наділ на два господарства становив 14 днів [оранки] або 24360 квадратних сажнів, Григорій Конош (50 років) мав дружину Ганну (45 років) та 7 дітей, а його брат Кирило (40 років) мав дружину Ксенію (40 років) та 6 дітей.
Кількість власницьких посполитих становила приблизно половину населення села. На 1766 рік низка дворів належала Дмитру Михайловичу Танському. Ще 8 дворів належали сотнику Новгородської сотні Стародубського полку, композиторові Андрієві Рачинському. Також у селі був двор жилой новой в нем господских покоев 2, людских 5, де жили погоднонаемные робітники. Очевидно, це був той «палац», пам'ять про який збереглася серед старожилів. Імовірно, він належав родині Танських.

### Катериничі

#### Хроніка
20 квітня 1767 року Київський полковий писар Семен Степанович Катеринич купив у Дмитра Михайловича Танського его отцовскія наслѣдственныя «добра» въ дер. Марковцахъ, Бобровицкой сотни, за 700 руб. За нимъ купленныхъ въ г. Козельцѣ, с. Марковцахъ, м. Кобыжчѣ, м. Бобровицѣ и Березинскаго у. въ с. Красиловкѣ 415 душъ (1788).
Архієпископ Філарет (Гумілевський) у історичному описі Чернігівської єпархії відмітив, що теплий дерев'яний храм Петра й Павла міста Остра було продано в Марківці, однак не вказав рік. Судячи з наявних даних, це відбулося скоріш за все між 1767 і 1845 роками.
1769 року в Марківцях було майже закінчене будівництво церкви. Однак будівництво вимагало значних коштів і дефіцитного будівельного матеріалу, до того ж треба було купувати церковне начиння й богослужебні книги. У селі були власницькі посполиті, що належали Києво-Печерській Лаврі (1782 року 24 чоловіки та 29 жінок належали до вѣдомства Макаровскаго Києво-Печерської Лаври). Тому власник села київський полковий писар Семен Катеринич 7 грудня 1769 року писав наміснику Лаври архімандриту Зосиму Валькевичу:

К достройкѣ мало недостроенной в деревнѣ Марковцяхъ вновъ церквы [Успенія] Пресвятія Б[огоро]д[и]цы на шалевницѣ, звоницю и прочое нужно потрѣбно лутичного соснового дерева, которого в здешних местахъ взять нѣгде.
Кромѣ жъ того недостаетъ четирехъ книгъ до круга церковнаго, якото: Октоиха, Трафолоя и двохъ Триодь: Постной и Цвѣтной, и купить уже нѣзачто. И для того принял я дерзновение и писал к его высокопреподобію гспдну отцу архимандриту с прошеніемъ не можно ли какъ тѣ четире книгѣ от святія Лавры приказать выдать, такь и деревъ с пня лутицъ пятдесятъ вырубить дозволить в пущѣ Сорокошицкой и о том кому надлежитъ дать предложеніе.

Намісник Лаври задовольнив прохання Катеринича.

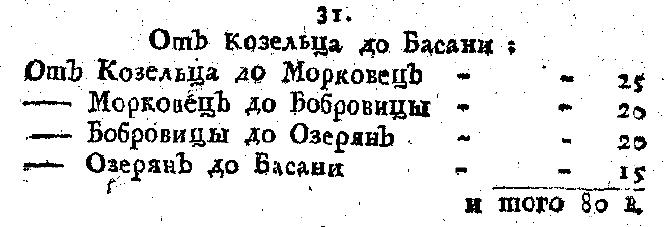
Друкована згадка 1775 року

1770 року налічувалося 807 прихожан Марковецької церкви: 418 чоловіків та 389 жінок. 1775 року дерев'яний храм було добудовано та освячено. Можливо, саме цього року село було вперше згадано у друкованих виданнях, а саме, у календарі на 1775 рік, який опублікував у Петербурзі видавець і літератор Василь Рубан. Значну частину «місяцеслова» становив опис шляхів імперії. Зокрема, у ньому згадано тракт Отъ Козельца до Басани: отъ Козельца до Морковецъ — 25 верст, отъ Морковецъ до Бобровицы — 20 верст (очевидно, має бути 10).
1781 року в селѣ Марковцахъ Бобровицької сотні Козелецького повіту Київського полку була така кількість осель:
Духовенства — 1, Церковниковъ — 2. Число хатъ — 90. Зокрема: козаковъ выборныхъ — 16, козаковъ подпомощников — 36, посполитыхъ коронных, у том числѣ и ранговых — 4, посполитыхъ владѣлческих, разночинческих и козачихъ подсусѣдковъ — 34.
3 травня 1783 року було остаточно введено кріпосне право, що на кілька поколінь наперед значно ускладнило життя майже половині марківчан. 1786 року під час кампанії секуляризації майно монастирів та залежних від них селян у кількох українських губерніях передано до губернських Казенних палат. Відтак лаврські селяни стали державними (казенними). Їхнє становище було дещо кращим порівняно з поміщицькими, оскільки вони мали особисту свободу.
Після ліквідації 1781 року полкового устрою та нетривалих експериментів із намісництвами 1802 року Марківці потрапили до Мостицької волості Козелецького повіту Чернігівської губернії.
У Описі Київського намісництва 1787 року у селі мешкало 303 особи різного звання державних людей, козаків і володільців – надвірного радника Семена Катеринича. 
1825 року пономарем, а згодом і дяком у церкві села був дід Павла Тичини — Тимофій Михайлович Тичина, син Михайла Степановича 1750 року народження, диякона Ядлівки. Саме в Марківцях 30 вересня 1850 року народився й батько Павла Тичини Григорій Тимофійович.
Зі сповідної книги Успенської церкви за 1834 рік відомі прізвища значної частини марківчан: Антипенко, Богомаз, Боклан, Бондар, Борисенко, Буряк, Ведмідь, Вовк, Гайдук, Глущенко, Голик, Гарбуза, Горовий, Гук, Давиденко, Данильченко, Дворник, Довгаль, Донець, Заболотний, Золотар, Зубко, Катеринич (поміщики), Клекочка (у т. ч. пономар Андрій Йосипович Клекочка), Коваленко, Ковнір, Коломієць, Конішевський, Кононенко, Корявий, Кошіль, Крачило, Курний, Литовка, Лихобатченко, Ліхтар, Овчар, Омельченко, Онищенко, Осауленко, Панченко, Півень, Пінчук, Редько, Сліпенко, Твердомед, Теселько, Третяк, Чернявський (у т. ч. священик), Шевченко.
За деякими не надійними даними, 1837 року Петро Андрійович Катеринич (1811—1876), у майбутньому штаб-ротмістр, очільник дворянства Козелецького повіту, власник цукрових та кінних заводів, брав участь у викупі з кріпацтва Тараса Шевченка.
У часи роботи в Археографічній комісії, ймовірно, у лютому 1846 та влітку (або у квітні) цього ж року село відвідував поет, намалювавши вісім портретів членів сім'ї Катериничів. Їх відкрив для загалу в березні 1910 року Опанас Сластіон. Чотири з них збереглися та експонуються в Національному музеї Тараса Шевченка: матері господаря Марії Федорівни Катеринич, дружини господаря Тетяни Пантеліївни Катеринич (Афендик), Івана Андрійовича та Олександра Андрійовича Катериничів. Один портрет — Олени Антонівни Афендик (матері Тетяни Пантеліївни) — зберігся лише в репродукції, три портрети загубилися взагалі.

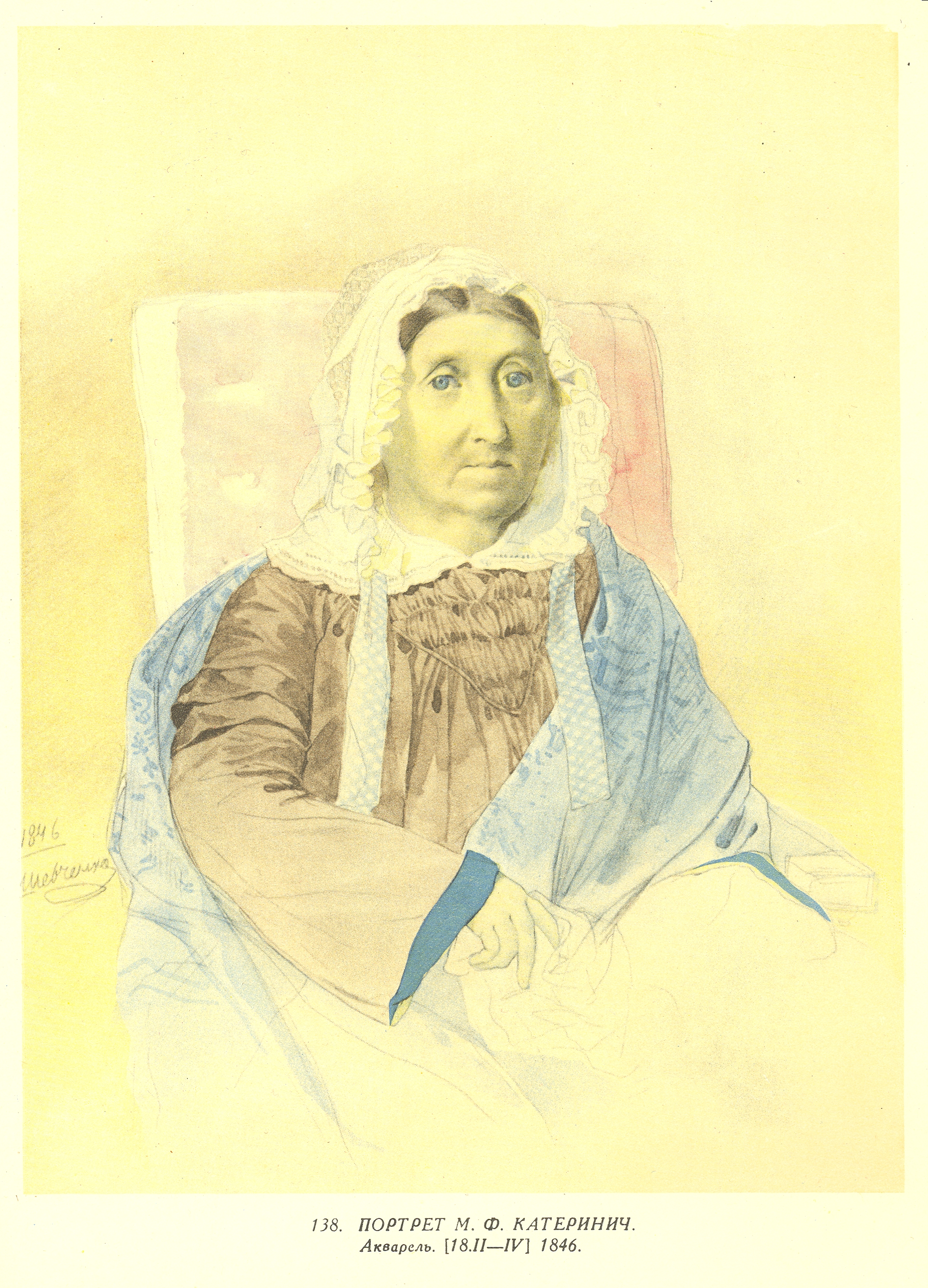
М. Ф. Катеринич
Т. П. Катеринич
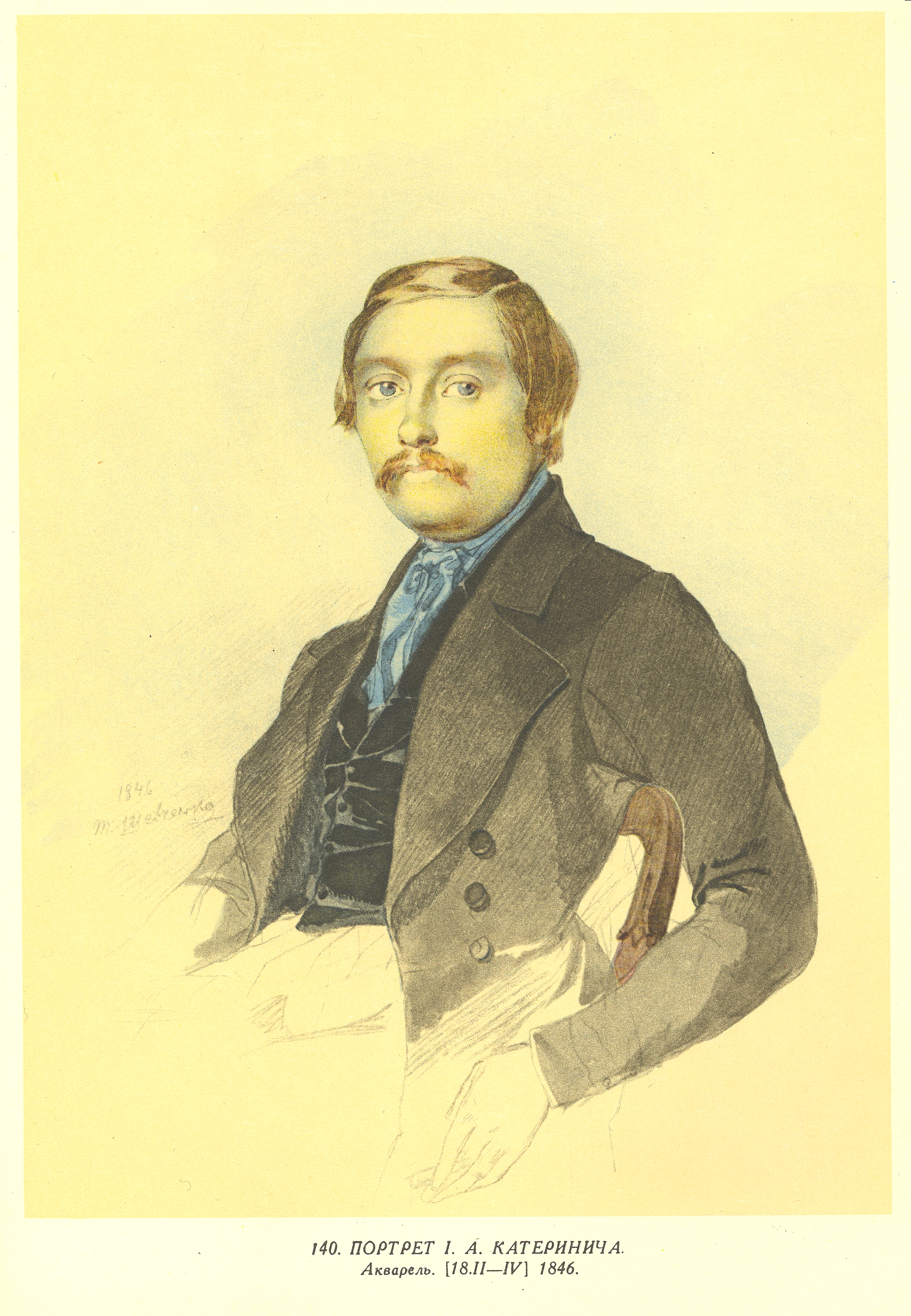
І. А. Катеринич
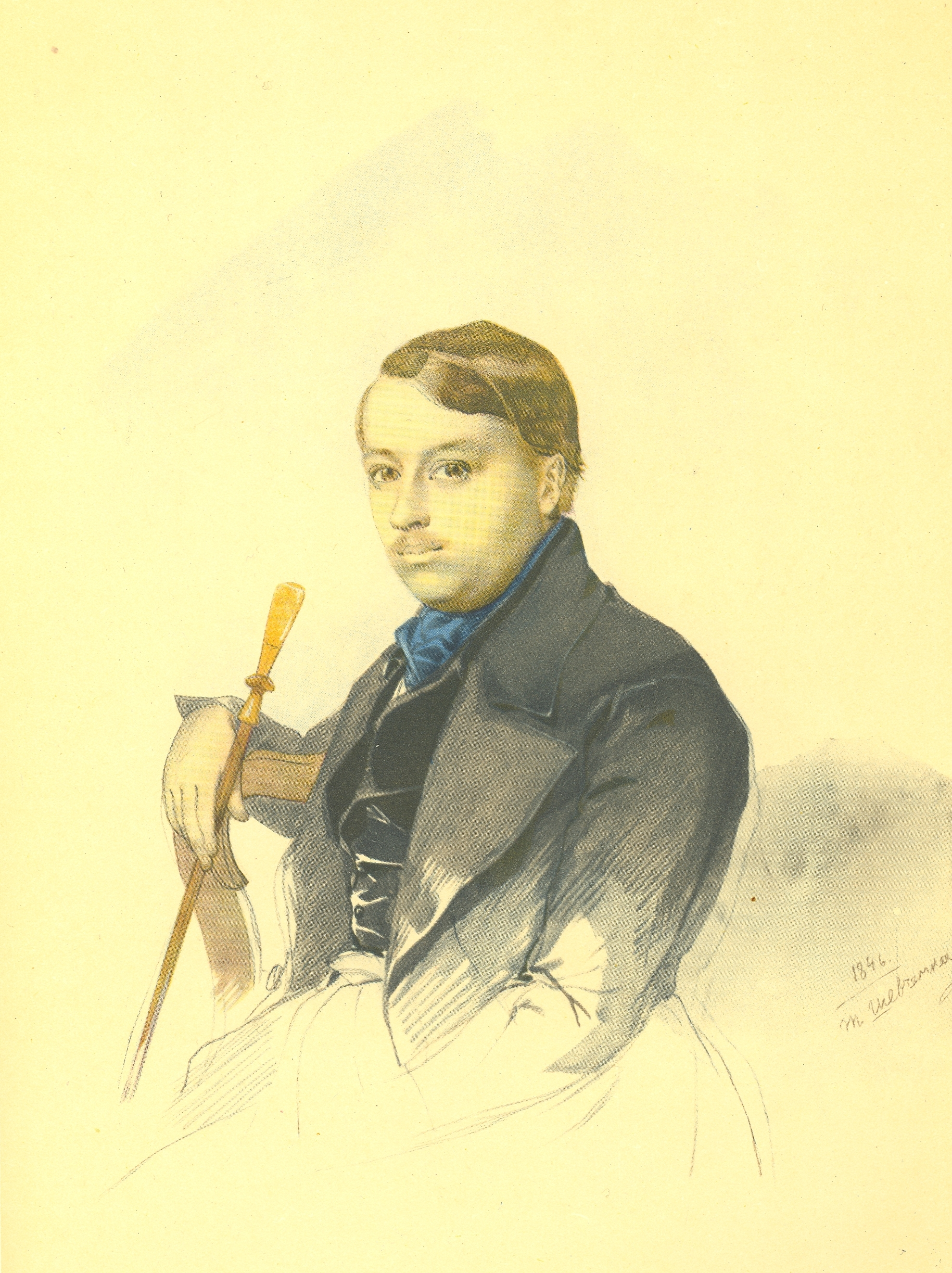
О. А. Катеринич
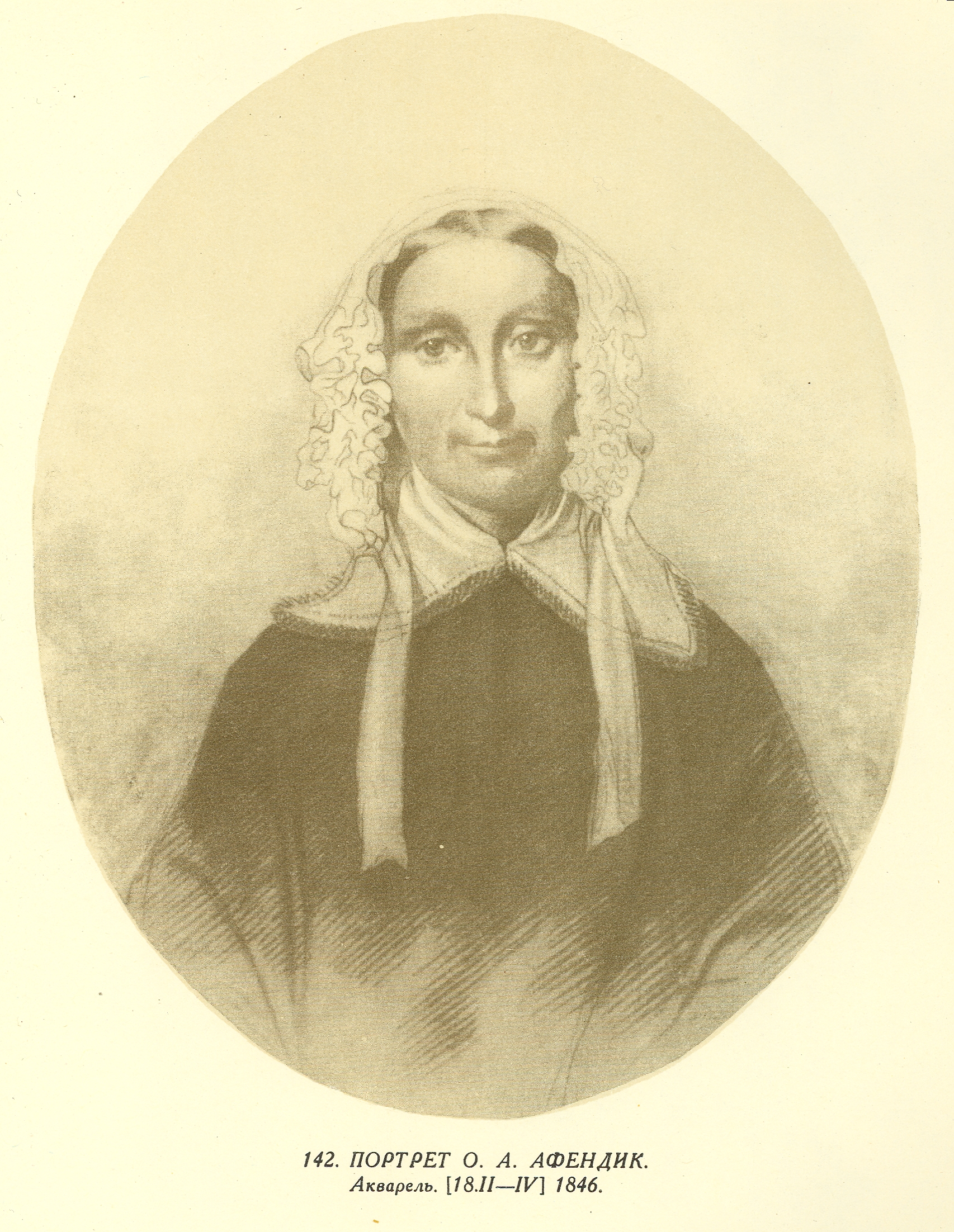
О. А. Афендик

Учитель історії Антон Кузьмович Шевченко, що збирав фольклорні матеріали, спілкувався раніше з Пимоном Заболотним, живим свідком приїзду Тараса Шевченка до села. Ось його розповідь:

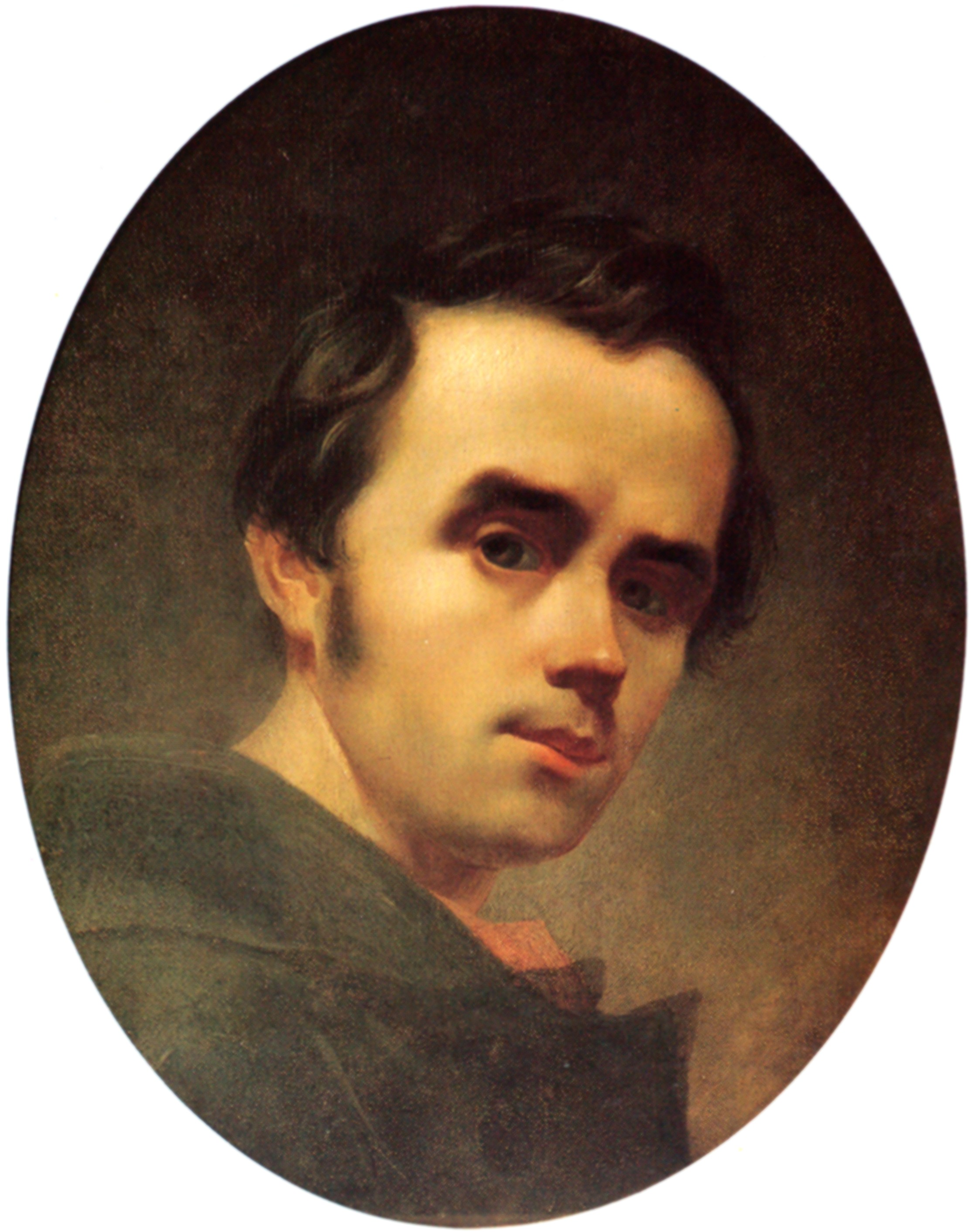
Т. Г. Шевченко (автопортрет, 1840)

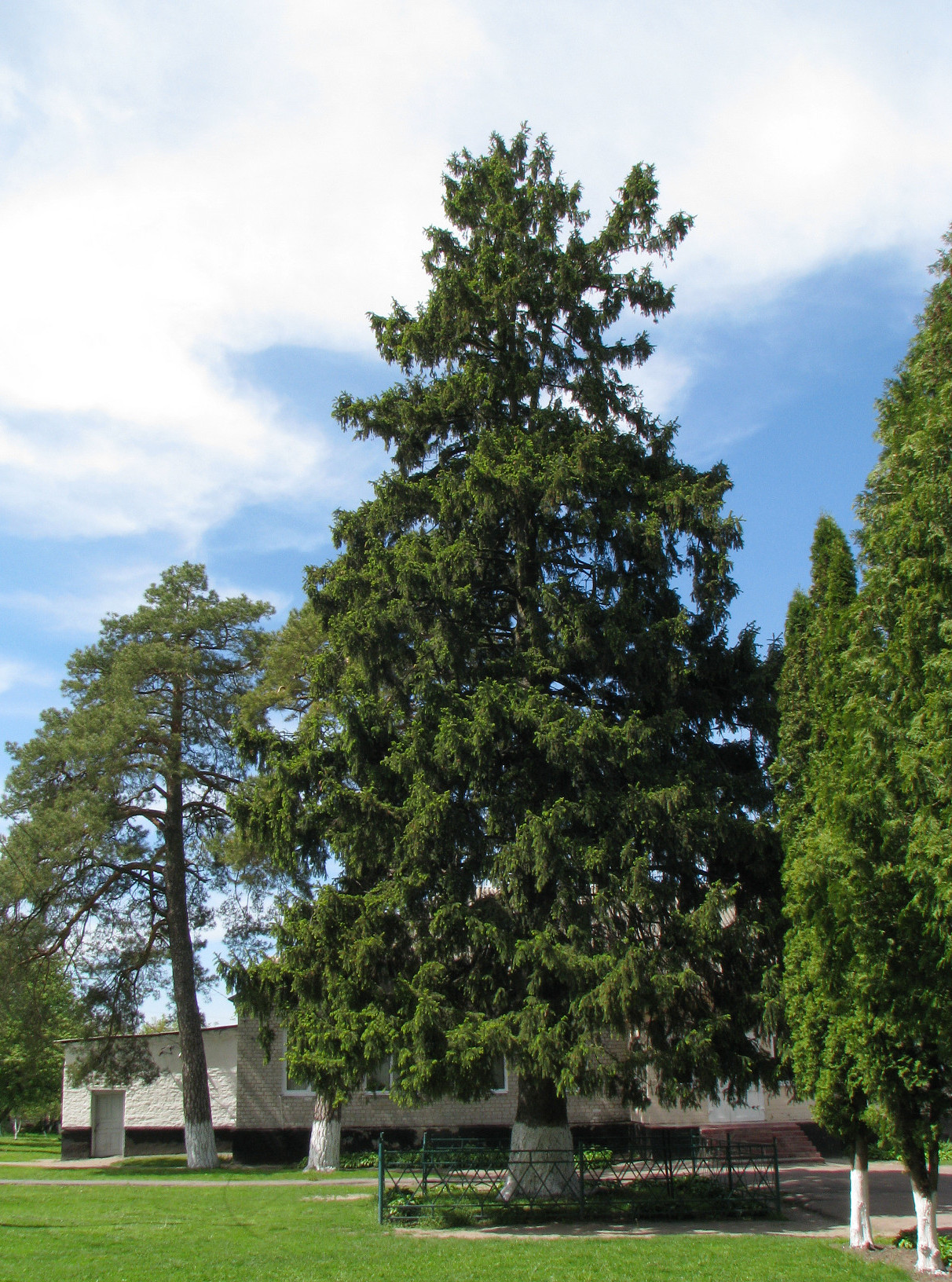
Ялина, біля якої відпочивав Тарас Шевченко

Я вже був парубком і жив біля маєтку Катериничів, до яких приїжджав Тарас Григорович Шевченко.
Пам'ятаю, що Шевченко був у Марківцях тричі. Його відвідини завжди припадали на літо. Не гуляти з панами приїжджав він, а малювати портрети Катериничів, щоб заробити якусь копійку на прожиток.
Жив він не в головному будинку з родиною Катериничів, а в невеличкому флігелі, що стояв у глибині парку під столітніми липами. В цьому флігелі містилася старовинна бібліотека поміщика.
Я і мої товариші вперше зустрілися з Шевченком в урочищі «Турківщина». Замріяний поет сидів на великому пеньку біля широкого ставка, навколо якого росли столітні верби… Розпитував він про нас, про наше гірке життя-буття і співчував нашій гіркій долі.
Любив Шевченко також відпочивати в альтанці наприкінці старовинного саду та в лісі «Чайка» під величезним дубом. Ми з ним часто бачилися. Сам я не вмів ні писати, ні читати, а мій товариш Макар Сліпенко умів трохи читати, і йому Тарас Григорович подарував свою книжку «Кобзар» з власноручним підписом, яку потім Макар часто читав. Цей «Кобзар» довго зберігався у Макарового сина Федора Макаровича Сліпенка.

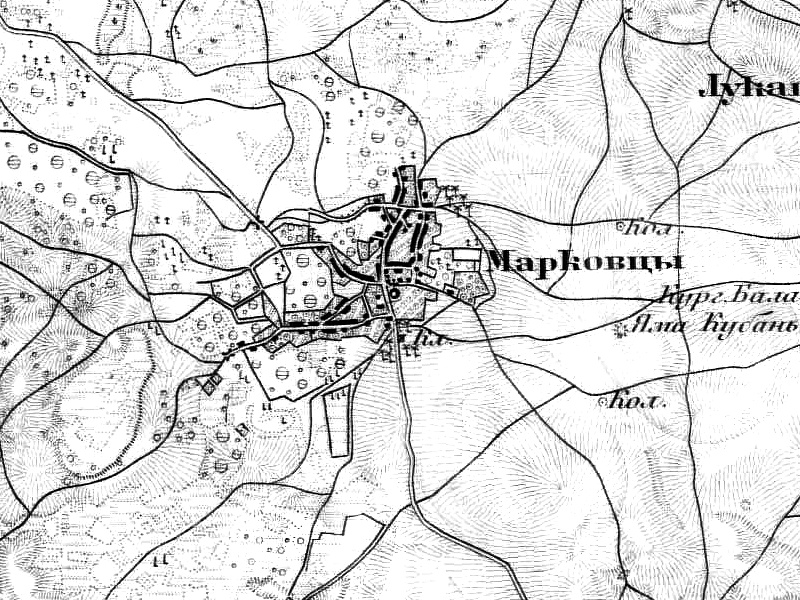
Марківці на мапі Шуберта, 1859

29 липня 1848 року в Марківцях трапилася велика пожежа: згоріло 18 будинків козаків та 2 будинки поміщицьких селян із усіма надвірними будівлями та майном. 23 травня 1849 року в Катериничів згорів сарай із 596 іспанськими вівцями, збиток оцінено у 2000 руб. сріблом.
1859 року населення села становило 1310 людей на 229 дворів. Серед них — 643 чоловіки та 667 жінок. Марківці — село казачье, казенное, владѣльческое, розташоване на военной транспортной дорогѣ изъ г. Козельца на мѣст. Басань. Як видно на мапі Шуберта, 1859 року Марківці вже набули майже сучасних обрисів.
1860 року Чернігівський архієпископ Філарет розпорядився відкрити церковно-приходські школи, які розмістилися переважно в оселях священиків. Таку школу в жовтні 1860 року було відкрито і в Марківцях, де викладав дяк Іван Римаревський. Улітку 1862 року архієпископ Філарет затвердив рішення оголосити йому (дьячку с. Марковецъ) подяку від єпархіального начальства за ревне навчання у школах дітей та розвиток шкіл. Дяк прослужив у Марківцях принаймні до 1883 року.
Спочатку навчання грамоти у школах губернії провадилося за допомогою церковної, а не гражданської, абетки. На уроках дозволялося пояснювати незрозумілі для учнів речі місцевою говіркою.
1860 року у Петра Андрійовича Катеринича в Кобижчі, Бобровиці, Марківцях, іще одному селі, «деревні» та на хуторі було разом дорослих чоловіків: 287 селян на 101 двір та 20 дворових. У користуванні селян було в середньому по 1,59 десятини землі на ревізьку душу: під садибу, пашню та сінокіс. Ліс для опалення та будівництва поміщик надавав безоплатно, але зі власного дозволу. 1861 року було скасовано кріпосне право, однак більшість землі залишилася у власності поміщиків. Колишні поміщицькі селяни отримали в наділ по 2 десятини на ревізьку душу, тобто не набагато більше, ніж у них було раніше. За цю землю потрібно було платити відкупні.
1862 року в газеті «Черниговский листок» за 27 травня було опубліковано замітку «Изъ Козельца», де в художній формі описано кримінальну подію: погоню за злочинцями та їхнє затримання за участю марківчанина. У ніч на 1 травня між Козельцем та Гарбузином троє євреїв напали на господаря підвод, який прямував до Києва й дещо відстав від обозу. Нападники побили господаря, вкрали двох коней та поїхали в бік Мостища. Один із колег постраждалого поїхав по слідах утікачів. Въ Морковцахъ він найняв піших людей, але даремно. Довелося повернутися в Марківці та найняти встрѣтившаго ему верховаго сельскаго молодаго парня, який за допомогою ще одного чоловіка спіймав злочинців між Марківцями та Бобровицею. Автор замітки (Корреспондентъ) колоритно описав промову головного героя-козака, що той ніби-то виголосив під час затримання жидовъ:

«э, вражий сину, який ти разумний! іхавъ сорокъ верстъ, не ладився, да теперь ладитця зобрався; а чому ти въ Мостищахъ не зостався? вхопивъ вражий сину, — да скорій чухрати. Бачъ, не купуй дешево коней, бо важко втікати».

1863 року штаб-ротмістра Петра Андрійовича Катеринича керівництво Чернігівської єпархії затвердило церковним старостою, а Святійший Урядовий Синод нагородив золотою медаллю. Цього ж року прихожани церкви вирішили влаштувати хату для сільської школи та щорічно жертвувати по 3 коп. сріблом. 1864 року Чернігівська єпархія дозволила перелити розбитий церковний дзвін та збільшити його вагу до 25 пудів. 1866 року при Успенському храмі було відкрито церковно-парафіяльне піклування.
У вересні 1867 року було проведено, а 1874 року затверджено спеціальне межування Марковецьких дач. Землю було класифіковано на «зручну» та «незручну» (такої було небагато). Загалом було розмежовано 24 ділянки. У переліку згадано: 3 ділянки казенного лісу (відповідно понад 2, 1 та 3 десятини), 4 ділянки власника штабс-ротмістра Петра Андрійовича Катеринича, ділянку поселення Марковець съ хуторомъ Будряковской Петра Андрійовича Катеринича съ прочими, ділянку священнослужителя, ділянки козаків, казенних та власницьких селян. Серед власників згадано також козаків Петра Федоровича та Антона Яковича Заболотних, Якима та Максима Тесельок, козаків Гната Корнійовича та Володимира Григоровича Буряків, козаків Петра, Макара й Омеляна Івановичів та Кузьми Леонтійовича Сліпенків, козака Антона Федоровича Золотаря, козаків Кирила Федоровича та Василя Федоровича Кононенків, селянина Кирила Пилиповича Голика. Окремо розмежовано 21 серпня 1873 року та затверджено 1877 року ділянку Товариства засновників Курсько-Київської залізниці (понад 28 дес.).

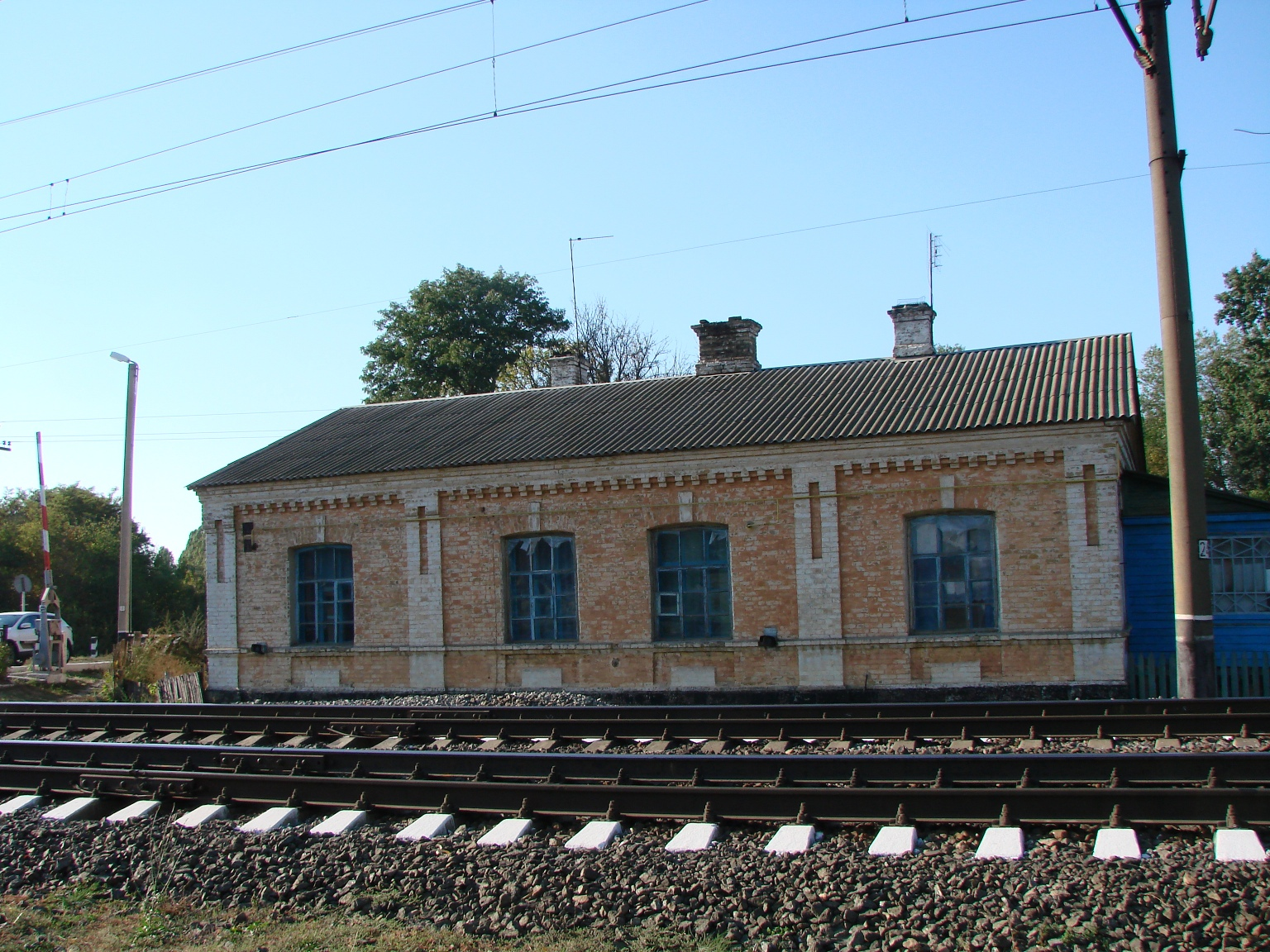
Колійна казарма біля нового переїзду

1868 року було відкрито залізницю, яка почала відігравати важливу роль у житті марківчан. Нині не діючий «Ярославський» переїзд було споруджено в місці перетину з військово-транспортним шляхом (біля нового кладовища). Імовірно, невдовзі після цього для сполучення повітового центру — Козельця — з залізничною станцією було споруджено ділянку дороги Марківці — Бобровиця.
1873 року було відкрито (одним із перших у повіті) земське народне сільське училище — ймовірно, замість церковно-приходського.
1881 року Чернігівським земством було проведено подвірний опис повіту, підсумком якого стала книга майже на 400 сторінок із детальними таблицями та описами. Під дворами мались на увазі самостійні господарства, навіть якщо формально вони перебували в одному дворі з іншими родинами. Згідно з описом у Марківцях було 1627 жителів на 333 двори (822 чоловіка та 805 жінок), серед них грамотних (разом із учнями школи) — 258 чоловіків та 19 жінок. Нижче в окремому пункті наведено частину зібраної інформації.
1885 року в селі було 248 дворів і 1477 мешканців (можливо, застарілі на той час дані), були школа, трактир та постоялий двір.
Близько 1886 року було прийнято рішення понизити на 16 % розмір викупних платежів за землю для колишніх кріпаків, що на той час становили 4 руб 4 коп з ревізької душі, або 1 руб 95 коп за десятину. Повітова земська управа запропонувала для 70 поселень съ разстроеннымъ хозяйствомъ додатково зменшити розмір платежів. Для Марківців загальна знижка склала 41 %.
Також 1886 року було обрано на 3 роки членів раніше створеного опікування при Успенському храмі:

предсѣдателемъ — крестьянинъ Максимъ Ѳеодосіевъ Пинчукъ; членами — солдаты Іаковъ Ивановъ Горовой, Ѳома Семеновъ Антипенко,  козаки, Василій Прокофіевъ Бурякъ, Никифоръ Димитріевъ Конишевскій, крестьяне Симеонъ Григоріевъ Кошель, Трофимъ Димитріевъ Кошель, Аврамъ Моисеевъ Борисенко, Иванъ Романовъ Омельченко и Петръ Василіевъ Дворникъ;

1888 року сільським старостою був козак Петро Дворник. Його було згадано як свідка в розслідуванні Козелецького земства про можливі фінансові зловживання Андрія Глуздовського та деяких інших земських діячів. Глуздовського було призначено відповідати за ремонт військово-транспортних доріг у північній частині повіту. За ремонт дороги (виправлення мосту, прибирання навозу тощо) він заплатив старості певну суму, але Земській Управі доповів про більші витрати.
Станом на 1896 рік у селі (як і в більшості сіл повіту) діяла «казенна винна лавка» (3-го розряду) для продажу казенного вина в опечатаному посуді.
За переписом 1897 року в селі жила 1831 людина, серед них — 856 чоловіків та 975 жінок. Православними себе назвали 1812. У той же час за даними Статистичного комітету населення складало 2392 особи на 378 дворів. Можливо, причина такої різниці полягала в різних методах обрахунку населення (наявного й зареєстрованого) та трудовій міграції.
Навесні 1900 року Його Первосвященство Антоній, Єпископ Чернігівський та Ніжинський, надав Архіпастирське благословіння козаку Науму Васильовичу Сліпенку за придбання для Успенської церкви напрестольного хреста й відновлення напрестольного євангелія, сукупно на суму 100 рублів.
Наприкінці травня 1904 року на одній із великих сходок села Ничипор Голик (керівник таємного гуртка «За волю») прилюдно закликав народ повалити царя й розділити поміщицьку землю між селянами. 1905 року Ничипор Голик, Архип Юхимович Кошеленко, Сергій Васильович Довгаль та Никифор Іванович Неход організували бунт проти Петра Петровича Катеринича. Група селян у кількості 200 чоловік із червоним прапором пішла на бурякову плантацію й вимагала збільшення заробітної плати та зменшення робочого дня. До них приєдналися 1200 селян, які на знак протесту також залишили роботу. Цей бунт наніс Катериничу збитків на 1500 рублів. Для розправи з демонстрантами було викликано загін козаків. Ничипора Голика було заслано в Вологодську губернію, інших організаторів було ув'язнено на два тижні.
26 листопада 1905 року при школі після ремонту було відкрито сільську бібліотеку-читальню, завідувачем якої став В. М. Демченко. 1909 року бібліотека налічувала 633 книги у 664 томах на різноманітні теми. Кількість отриманих книг за місяцями з січня по грудень суттєво залежала від об'єму сезонних сільськогосподарських робіт: відповідно 408, 345, 90, 30, 12, 12, 10, 10, 75, 256, 340, 355. Серед 113 підписників бібліотеки було 87 чоловіків та 26 жінок.
1907 року селяни спалили частину маєтку Катеринича та склад із тільки-но зібраним збіжжям. Того ж року завідувачем земською бібліотекою-читальнею (яка все ще була при школі) було обрано П. П. Катеринича. Його дружину Параскеву Мойсеївну Катеринич (Гаврильцеву) було переобрано на новий 3-річний термін опікуном народного училища.
Наприкінці 1909 року з Києва повернувся в рідне село Микита Вікторович Заболотний. У Києві він працював статистом у театрі Миколи Садовського. З його приїздом було організовано самодіяльний гурток театралів. Уже 1910 року артисти гуртка поставили марківчанам виставу Котляревського «Наталка Полтавка». Пізніше були поставлені п'єси Тобілевича «Безталанна», «Хазяїн», «Суєта», Кропивницького «Доки сонце зійде, роса очі виїсть». Із цими виставами гуртківці виступали в селах Козелецького повіту.
1910 року в селі відбулася спроба неправомірного ущільнення забудови, характерна для теперішніх міст. Повітова земська управа заборонила будувати торговельну лавку на подвір'ї Марківецької школи. Марківчани Петро Буряк та Іван Кот поскаржилися на управу Предводителю дворянства Козелецького повіту Б. І. Кринському. Той передав скаргу до управи для доповіді на земських зборах. Управа представила доповідь, відповідно до якої велика будівля школи на 200 учнів розташована на «мікроскопічному» подвір'ї у 304 кв. сажені. Окрім шкільної будівлі, там було розміщено сарай, погріб, «клозети». Наявність лавки біля школи забрала би простір для відпочинку учнів, заважала би своїм шумом, створювала би додаткову загрозу пожежі для школи та взагалі створила б небезпечний прецедент. До того ж, будівництво почалося від імені споживчого товариства, а не сільської громади. Уповноважений Марковецької сільської громади Петро Буряк на зборах заявив, що лавка потрібна для села, а іншого місця для неї немає. Більшість учасників зборів стала на бік управи, оскільки будівництво почалося всупереч забороні управи, причому вже були спиляні дерева. До того ж, можна було побудувати лавку на місцях, де раніше були «хлібозапасний магазин» (зерновий склад) або громадська хата. Нову будівлю школи було зведено за умови, що її подвір'я не буде використовуватися для інших цілей. Отже, будівництво лавки було остаточно заборонене.
Протягом 1910-х років було побудовано нову дерев'яну Успенську церкву.
Під час Першої світової війни пропали безвісти старший унтер-офіцер Голик Микола Васильович (29 вересня 1914) та рядовий Буряк Митрофан Матвійович (23 лютого 1915).
Варто відзначити, що найбільший землевласник села Петро Петрович Катеринич (1856—1916) мав досить ліберальні погляди й приділяв багато уваги Марківцям. На засіданнях Козелецького земства він відстоював інтереси села, регулярно обирався опікуном школи, бібліотеки тощо. На деякий час він переїхав до Петербургу, де 1898 року став одним із засновників і скарбником «Товариства імені Тараса Шевченка для допомоги потребуючим вихідцям із південної Росії, які навчаються у вищих навчальних закладах С.-Петербурга». Однак на прохання матері приблизно 1901 року він повернувся на Батьківщину, де збудував у Бобровиці цукрозавод. У Марківцях було засновано спиртозавод. За інформацією Олександра Левандовського, його прадід подарував школі свою бібліотеку та будинок, а сам переїхав до Бобровиці. Цей будинок добре зберігся до наших днів, а приміщення цукрозаводу частково зруйновано.

#### Церква та школа
З 1860-х років є друкована інформація про більшість настоятелів храму та шкільних учителів.
Настоятелі храму:
- Стрілковський (1804 — ?).[115] Імовірно, священик Успенської церкви. Справу про призначення учня Чернігівської духовної семінарії було розглянуто в Чернігівській духовній консисторії 1804 року.
- Чернявський Єлисей Діонісович (? — 1834 — ?).[73]
- Симеон Нещерет(ов) (? — 1861 — 1893).[116][117] Помер 1 листопада 1893 року.
- Іван Семенович Померанцев (1894 — 1901).[118][119] Випускник Чернігівської духовної семінарії, 16 січня 1894 року посвячений у священики Успенської церкви. 18 жовтня 1994 року призначений законовчителем у школі.[120] Помер 6 жовтня 1901 року.
- Петро Селенгінський (1902). Повернувся на попереднє місце за власним проханням.
- Василь Попов (1902— 1904).[24]
- Іван Коренєв (1904 — 1906).[24]
- Олександр Красногорський (1906 — 1908).
- Олексій Архангельський (1908—1909).[121]
- Митрофан Глаголєв (1909). Був призначений, але за 13 днів за власним проханням повернувся на попереднє місце, фактично не заступивши на посаду.
- Яків Андрієвський (1909—1910 — ?).[122]

Перші (головні) вчителі:
- Римаревський Іван (? — 1862 — ?) — дяк (? — 1862 — ?), учитель у церковно-приходській школі, псаломщик (? — 1876 — 1898).[123][124] 1 вересня 1898 року звільнений за штат за власним бажанням.
- Нещеретов Симеон (? — 1866 — ?) — настоятель храму, вчитель у церковно-приходській школі, пізніше (принаймні до 1880) — законоучитель у земській школі.[125][126]
- Трофимовський Іван Васильович (? — 1875 — 1877 — ?) — учитель земського народного сільського училища, закінчив семінарію.[127][128]
- Слюз (Шлюз, у шлюбі Заліська) Ганна Степанівна (1880 — 1881) — вчителька. Перед цим учителювала в Києві, брала участь у гуртку «молодих українофілів». Під час роботи в Марківцях підозрювалася в революційній пропаганді, пізніше переїхала з чоловіком на Кубань, де була під негласним наглядом поліції.[129]
- Буримов Іван Максимович (1882 — 1902 — ?) — учитель.[130]
- Демченко Василь Михайлович (1903 — 1910 — ?) — 1-й учитель.[121][122] Перейшов із Браницької школи.[131]

Інші вчителі:
- Гламазда Олександр Іванович (? — 1889 — 1894 — ?) — помічник учителя.[132][133]
- Пясецька Олександра Іванівна (1895 — 1910 — ?) — помічниця вчителя, пізніше — 2-й учитель.[121][122]
- Демченко М. І. (1903 — 1910 — ?) — 3-й учитель (імовірно, дружина В. М. Демченка).[121][122]

Закон Божий у школі зазвичай читав священик, однак до 1894 року та принаймні 1902 року це робив І. М. Буримов, оскільки закінчив Чернігівську духовну семінарію. За успішне викладання Закону Божого його було відзначено в 1892 та 1902 роках. Він же викладав співи та керував шкільним хором, причому навчали співам далеко не в усіх школах повіту.
В. М. Демченко займався садівництвом і безкоштовно давав людям високоякісні матеріали зі свого розсадника. На сільськогосподарських виставках у Новій Басані (1906) та Кобижчі (1908) він отримував нагороди, у т. ч. за «щепи» та плодові вина. Після відкриття бібліотеки завідував нею.
Кількість учнів:
| Рік     | 1861 | 1866 | 1889 | 1890 | 1901 | 1908 | 1909 |
| Хлопців |      | 26   | 83   | 73   | 76   | 90   | 77   |
| Дівчат  |      | 10   | 6    | 4    | 20   | 48   | 29   |
| Разом   | <25  | 36   | 89   | 77   | 96   | 138  | 106  |

Навчалися переважно діти віком 9-12 років. Приблизно з 1903 року навчання у школі стало 3-річним.

#### Населення та господарство
Детально розглянемо частину інформації з межування та подвірного опису повіту 1881 року.
| Населення     | Дворів | Жителів | Роб. віку | Грам. ч. | Грам. ж. |
| Козаки        | 194    | 948     | 494       | 166      | 13       |
| Держ. селяни  | 42     | 183     | 88        | 20       | 0        |
| Поміщ. селяни | 87     | 449     | 220       | 59       | 1        |
| Міщани        | 3      | 20      | 9         | 6        | 4        |
| Євреї         | 3      | 16      | 6         | 4        | 0        |
| Привілейовані | 4      | 11      | 4         | 3        | 1        |
| РАЗОМ         | 333    | 1627    | 821       | 258      | 19       |

Робочий вік рахувався для чоловіків з 18 до 60 років, для жінок — з 16 до 55. Привілейованими верствами вважали духівництво, дворян, купців тощо.
| Господарство  | Волів, биків | Корів | Молодої ВРХ | Коней робочих | Коней молодих | Овець | Свиней | Клунь | Млинів | Дворів з пасіками |
| Козаки        | 65           | 115   | 67          | 136           | 27            | 988   | 256    | 143   | 30     | 19                |
| Держ. селяни  | 8            | 23    | 12          | 29            | 5             | 158   | 50     | 33    | 4      | —                 |
| Поміщ. селяни | 14           | 39    | 16          | 17            | 1             | 369   | 81     | 65    | 1      | —                 |
| Міщани        | 1            | 1     | —           | 1             | 1             | 4     | —      | —     | —      | —                 |
| Євреї         | —            | 5     | 1           | —             | —             | —     | —      | —     | —      | —                 |
| Привілейовані | 10           | 9     | 27          | 34            | 19            | 61    | 30     | 9     | 2      | 1                 |
| РАЗОМ         | 98           | 192   | 123         | 217           | 53            | 1580  | 417    | 250   | 37     | 20                |

Худоба річного віку не враховувалася. Лише у 19 дворах було більше 3 одиниць робочої (тяглової) худоби, однак дехто міг використовувати корів. У 47 дворах (27 — козацьких) не було ніякої робочої худоби. Лише в 40 дворах (29 — козацьких) селяни обробляли землю цілком своєю худобою, інші «спрягалися» з сусідськими або винаймали. У 2 великих привілейованих дворах частину землі обробляли своєю худобою, частину здавали в оренду. У 19 козаків була 451 колода бджіл, у 1 привілейованого марківчанина — 20.
| Земля, десятин | УСЯ  | Садиб. | Орна | Сіно- коси | Ліс | Інша | Не- зручна | На 1 двір | Узято дворами | Узято дес. | Віддано двор. | Віддано дес. | Беззем. дворів | Малозем. до 0,5 дес. |
| Козаки         | 1342 | 112    | 1047 | 135        |     |      |            | 6,9       | 69            | 173        | 45            | 191          | 3              | 14                   |
| Держ. селяни   | 263  | 30     | 219  | 14         |     |      |            | 6,3       | 9             | 26         | 16            | 52           | —              | 1                    |
| Поміщ. селяни  | 296  | 37     | 261  | 1          |     |      |            | 3,4       | 20            | 59         | 32            | 58           | 2              | 6                    |
| Міщани         | 1    | 1      | —    | —          |     |      |            | —         | 2             | 10         | —             | —            | 1              | 2                    |
| Євреї          | —    | —      | —    | —          |     |      |            | —         | —             | —          | —             | —            | 3              | 3                    |
| Привілейовані  | 844  | 14     | 358  | 219        |     |      |            | —         | —             | —          | 2             | 93           | —              | 2                    |
| РАЗОМ          | 2746 | 194    | 1885 | 369        | ?   | ?    | ?          | 8,2       | 100           | 268        | 95            | 394          | 9              | 28                   |
| МЕЖУВАННЯ      | 2016 | 212    | 1331 | 242        | 138 | 35   | 58         |           |               |            |               |              |                |                      |
| Спільна        | 1358 | 11     | 1066 | 133        | 41  |      | 27         |           |               |            |               |              |                |                      |
| Відрубна       | 658  | 148?   | 265  | 109        | 97  |      | 31         |           |               |            |               |              |                |                      |

«На 1 двір» — у середньому, «віддано»/«узято» — в оренду. Дані подвірного перепису не збігаються з даними проведеного раніше межування через похибку усного опитування селян, а також перерозподіл власності та зміну цільового використання землі між двома дослідженнями. Згідно з межуванням Марківецька дача за площею була суттєво меншою за всі сусідні. Число володінь — 650, число ділянок — 665. Під водоймами та болотами було зайнято 19 десятин.
Колишні поміщицькі селяни мали удвічі менше землі, ніж козаки та державні селяни. 4 козацькі двори мали від 25 до 100 десятин (разом — 152), 4 привілейовані — менше 1, 6, 188 та 650 відповідно.
Марківчани мали маленькі присадибні ділянки під сади та городи, а також могли володіти землею в полі, яка була двох типів власності: одноосібної («відрубні» ділянки, виділені під конкретного власника) та спільної (громадські «загальнозмінні» ділянки). Невелику частину громадської землі навколо села могли відводити під індивідуальні «помірки», де зазвичай вирощувалися городні культури. У Марківцях тоді основною все ще була трипільна система землеробства, коли громада ділила спільну землю на три частини — «зміни». Одна зміна відводилась під озимі культури, друга — під ярові, а третя «гуляла під паром», тобто не засіювалася й використовувалась як «толока» — пасовисько для худоби. Щороку зміни циклічно чергувалися за вказаним вище порядком. Для порівняння — в сусідньому Мостищі була двопільна система (без ярових).
За традицією межування всю землю навколо села умовно виділили в Марківецьку «дачу». Її територія дещо відрізнялася від теперішньої території сільради. Зокрема, з заходу її територія закінчувалась далеко від Трубежа, також було менше землі за залізницею. Угноєної землі було небагато. Станом на 1881 рік описано землі дачі:
Зміна в бік Заворич: приблизно на ⅓ сіруватої землі, на ⅓ глинистих солонців та на ⅓ піщаної. Сірувата була ближче до села та між урочищем Гало й залізницею. Солонці були в урочищах Гало (праворуч від Заворицької дороги) та Козинець (ліворуч від Мостищенської дороги). Піщана була під Галаганові гаї (Мостищенської дачі) та під Заворицьку дачу.
Зміна в бік Рудьківки (найменша): на ½ солонці (між Мостищенською та Рудьківською дорогами в урочищі Кругле) та на ½ чорноземи (між Рудьківською дорогою та залізницею).
Зміна в бік Бобровиці та Ярославки (найбільша): суцільно чорноземна.
Відрубна ділянка Катеринича: 234 десятини чорноземної та сірої, 20 десятин піску та 50 десятин солонців.
Головною озимою культурою в Марківцях (як і в Ярославці) було жито, яровими — гречка та овес (приблизно порівну). Для порівняння: в Сухині яровими були переважно льон та горох. Середній урожай жита за кілька років становив 56 пудів із десятини, тобто приблизно 8,4 центнерів із га (в Заворичах і Мокреці — 32, Бобровиці — 83), овса — 46, гречки (гречи в описі) — 25. У Марківцях орали звичайним плугом (у Заворичах і Мокреці та частково в Сухині — «литовською» сохою). Як і в більшості сіл із плужною обробкою, у плуг запрягали 4-5 волів або коней (рідко — 6). Під жито зазвичай наприкінці червня траву переорювали, а «між Пречистими» або пізніше — ралили (орали впоперек ріллі) один раз (у більшості інших сіл — двічі) і сіяли. Під яровий овес у Марківцях восени орали «на зяб», а навесні перед сівбою зазвичай (але не завжди) ралили. Так само орали та ралили під гречку. Оренда орної землі в Марківцях була за ½ врожаю з суттєвою доплатою 1 руб. за озиму десятину. Доплата частіше віддавалася відробітком на цю суму (піший робочий день — 30-40 коп., кінний день — 60-80 коп., день косаря — 50 коп., день оранки — 1 руб. 20 коп.). Окрім землі у своєму селі, марківчани орендували орну землю в Мостищі за ½ врожаю без доплат або за 8 руб. за ярову десятину. Жителі Мостища брали землю в Марківцях під озиме жито.
За проведеним раніше межуванням у Марківецькій дачі було 125 десятин суходільних сінокосів і 113 — болотних. Однак за ці роки частину землі почали орати. Сінокосами в Марківцях були всі природні луги (переважно болотні та лісові), які ніяк не доглядали, лише проводили канави для осушування болотного сінокосу в економії (маєтку). Удобрювали лише присадибні левади. Сінокоси були розташовані переважно в західній частині дачі. Болотні сінокоси були по болотах у змінах і в окремих урочищах. Найбільше їх було до Мостища й Заворич (Довге болото, що проходило в Марківецькій, Мостищенській та Рудьківській дачах; Койцеве болото; Кругле болото у 2-й зміні праворуч від Мостищенської дороги; Козинець у 1-й зміні ліворуч від цієї ж дороги; болото Гало праворуч від Заворицької дороги; низки до залізниці; Кирилишине болото; у відрубній ділянці Катеринича тощо). По берегах боліт були й сінокоси «грудові» (на підвищеннях). Урожайність болотних сінокосів була не дуже високою — 3 вози по 20 пудів з десятини. Більшість цих боліт була під водою й не косилася. Трохи лісових сінокосів було на відрубній ділянці Катеринича — 3 вози по 25 пудів із десятини. На цій же ділянці були сінокоси в левадах — 10 кіп по 10 пудів із десятини. Наявні сінокоси не могли задовольнити всіх марківчан, і багатьом доводилося їх винаймати. Тому за оренду в Марківцях господарі брали дуже багато — ⅔ від викошеної трави з доплатою 10 коп. (або віз гною) за десятину. Сіно продавали в Бобровиці, а купували в Сухині та Рудьківці.
У Марківецькій дачі було 138 десятин лісу. Деякі козаки та казенні селяни мали невеликі ліски будівельного (за віком) лісу: дуб, осика, береза. Також було 12 десятин казенного дубового лісу — ½ будівельного та ½ дров'яного, оборот рубки — 150 років. Випадків продажу лісу не було.
На толоках та стерні в Марківцях випасали лише «гулеву» (не робочу) худобу, а для робочої наймали пасовиська. Для крупної худоби в Марківцях пасовиськ вистачало, однак для іншої додатково винаймали толоку (зі своїм пастухом) у Мостищі та Рудьківці в орендаторів Галагана по 4 руб. за десятину.

### Революція
Буремні події в Російській імперії вплинули на життя села, про що є згадки у всеукраїнській газеті «Нова Рада». Зокрема, влітку 1917 року шкільний учитель В. М. Демченко влаштував кілька безплатних народних читань на такі теми:

1) Земельна справа. 2) Установчі Збори. 3) Загальне, рівне, пряме і таємне виборче право. 4) Демократична республіка. 5) Хто такі українці, і чого вони хочуть. 6) Якої ми хочемо автономії і федерації. 7) Освіта — щастя народу. 8) Царювання останнього Романова.

На кінець 1917 року в Марківцях діяли «Просвіта», Селянська Спілка, Вільне козацтво, Кредитове Товариство, аматорський театральний гурток, Народна рада (голова — Д. Шевченко). «Просвіта» отримувала низку україномовних газет. У першій групі школи навчання проводилося українською мовою. Гурток до Різдва готував виставу. Третій Універсал Української Центральної Ради було прочитано в церкві та на громаді і в цілому сприйнято схвально. Після приїзду «від Центральної Ради» Івана Кошеля на виборах до Установчих Зборів із великим відривом перемогли українські есери (804 голоси), інші партії набрали менше 20 голосів кожна. Повітова управа обрахувала кількість зерна в селі (750 пудів), голодуючим роздала продовольчі картки й відправила їх до «багатирів» «за підмогою». Самостійно ніхто не хотів ділитися хлібом, тому новообрана ревізійна комісія почала відбирати зерно силою. Спочатку заможні скаржились, але потім вдалося дійти згоди.
На початку 1918 року, у той час як гурток готував виставу за драмою «Безталанна», більшовики ненадовго встановили радянську владу, однак невдовзі було встановлено владу УНР.
Навесні 1918 року під владою Гетьманату в Марківцях порівняно з деякими сусідніми селами зберігався відносний спокій. Микита Вікторович Заболотний організував український культурно-просвітній гурток молоді, до якого записалося до 100 членів. Гурток на проводи підготував нову виставу. Попри дорожнечу і брак коштів громада мала плани збудувати нову велику церкву. Економію Катериничів, у т. ч. винокурню, вдалося зберегти від руйнування. Громада планувала відновити діяльність винокурні (на це було відведено під посадку картоплі 50 десятин землі), а в майбутньому — продати.
Улітку 1919 року територію села було зайнято денікінцями. Разом із ними в село повернулася дружина померлого 1916 року Петра Петровича Катеринича. Вона хотіла повернути собі маєток і землі та взяла всі справи на себе. Тоді ж на майдані було зібрано все населення села (за деякими даними — під загрозою смерті). Денікінцями було вбито Євдокима Коноша.
2 грудня 1919 року село знов було зайнято більшовицькими військами. Активними учасниками в боротьбі за встановлення злочинної радянської влади стали марківчани Кононенко Михайло Євтухович (1897—1929), Кононенко Антон Євтухович (1902—1929), Шевченко Пилип Васильович (1900—1936), Золотар Іван Тимофійович (1894—1943).
Деякі заможні селяни чинили опір більшовикам, приєднавшись до загону отамана з Ярославки Демида Ромашки. На противагу їм у лютому 1920 року було створено групу самооборони, яку очолив перший голова сільської ради комуніст Яким Гаврилович Сліпенко. Після численних погроз у травні 1920 року Якима Сліпенка було схоплено в батьківській хаті та розстріляно. Односельці знайшли тіло за 3 км від села. Похорони були велелюдні.

### Більшовики
1920 року у приміщенні сільської ради було відкрито книгозбірню (бібліотеку), яка на початку налічувала 252 книги. Протягом 1921—1922 років при школі працювала організація «Просвіта», при якій було створено драматичний гурток (22 учасників) та гурток садівництва (30 учасників). Керівниками гуртків були відповідно Микола Вікторович Заболотний та Василь Михайлович Демченко. За деякими даними, на початку 1920-х років Марківці відвідала театральна трупа Миколи Садовського. У цей час у Марківцях було 2 шкільних приміщення, у яких 4 вчителі навчали близько 130 учнів.
За даними податкових списків 1923 року в Марківцях були 563 господарства, у яких мешкали 2332 особи. Марківці (разом із Заворичами, Мостищем, Сухинею, Рудьківкою та Макарівкою) належали до Козелецького району (а не до Бобровицького) Ніжинської округи Чернігівської губернії. До райцентру було 25 верст ґрунтовою дорогою, до станції «Бобровиця» — 10 верст. У селі були сільрада, сільбуд (сільський будинок) та школа, телефону не було. 4 дні було визначено базарними. 1924 року Марківці було остаточно «перечислено» з Козелецього району Ніжинської округи до Бобровицького району тієї ж округи.
За даними перепису 1926 року в Марківецькій сільраді наявне населення налічувало 2311 осіб на 571 двір: село Марківці — 2236 осіб на 554 двори, хутір Княжедвірря за 2 версти від сільради — 27 осіб на 9 дворів, хутір Ріг за 3 версти від сільради — 13 осіб на 2 двори, залізничні казарми № 12-13 та залізничні будки № 35-37 — 35 осіб на 6 дворів. Серед господарів дворів 561 — українці, 5 — росіяни, 0 — євреї, 5 — інші. Ярмарків у селі не було.
1924 року було створено комсомольську організацію, члени якої організували осередок із ліквідації неписьменності. 1927 року було відкрито 4-річну школу, у якій налічувалося 87 учнів. Директором школи був Василь Михайлович Демченко, який посадив при школі сад.
Протягом 1920-х років у Марківцях діяла громада УАПЦ. Однак, як свідчить лист священика Івана Диківського до єпископа Ніжинського та Чернігівського Олександра Червінського (1928 рік), ця громада була недостатньо дієвою:

Я вже докотився до того, що чоботи обв'язав мотузкою. До людей показатися соромно. Повірте, декілька днів не їв хліба, та картоплі <…>
Життя на парафії нема цілком. Голова церковної ради відмовляється виконувати свої обов'язки. <…>
Нарешті, свідомість виявилась в тім, що мені в очі кажуть, що я дармоїд <…> Докотилось до того, що дружина зимує в тюрбанах, а у мене, у відлигу, було повно води в чоботях <…>
Зрозуміло мені стало чому тут за п'ять років змінилося 12 священиків <…>

1929 року було відкрито залізничну зупинну платформу Марківці.
На топографічних мапах 1930-х років позначено млини-вітряки: на північний схід від села та на Хуторі. Будівлі радгоспу позначено на півдні за залізницею, біля теперішньої залізничної платформи Ярославка. На півночі села біля Кощієвого хутора все ще був невеликий ліс, а сам молодий хутір був помітно більшим. Неподалік від лісництва біля траси між Марківцями й Мостищем був невеликий хутір Корніївка (Корнієнки) на 8 дворів (відсутній у переліку поселень 1924 року, але присутній у списку 1926 року з населенням 41 особа), а з південного боку лісу — хутірець Рог на 2 двори. На краю Сажалки біля сучасної платформи «Ярославка» також були окремі двори.
1931 року було відкрито 5-й клас школи. Вона була на місці теперішнього Свято-Успенського храму УПЦ КП. Стіни між класами були зроблені з самих дверей, які за необхідності відкривались і утворювали велику залу.
Село постраждало від Голодомору 1932—1933 років. До Національної книги пам'яті включено імена 40 жертв. Нині відомо про 45 загиблих (42 — поіменно).
Одне зі свідчень трагедії записав Конаш Євген Михайлович 2003 року:

Буряк Анастасія Кирилівна, 1927 року народження.
Хто таке пережив, той ніколи не забуде. В ті роки був неурожай, але багато хліба забрала влада. Забирали такі собі активісти, їх так називали. Ці люди не мали ніяких документів, вони забирали все, що знаходили…. Хто хотів щось сховати, і ті знаходили, вони дуже сильно били, лаялись…Люди ховали (продукти), закопували, де хто зміг, прятали в лісі… Забирали все, що хотіли (і їжу, і продукти)… Той, хто мав господарство, зовсім не мав бажання (вступати в колгосп). Змушували, хто відмовлявся, то й так забирали, а, ба, висилали до Сибіру, так вислали й мого батька… Все їстівне (їли). Можна було щось виміняти, якщо були гроші.

Письменник і журналіст Микола Гринь знайшов у номерах районної газети «За суцільну колективізацію» за 1933 рік згадки про випадки дрібних крадіжок із колгоспу — вочевидь, із метою прогодуватися:

Колгоспниця з «1 серпня» села Марківці Буряк Христя систематично краде в колгоспі картоплю.
Приміром, нещодавно вона різала картоплю на посадку і у неї при обшуку знайдено за пазухою та в карманах повно бульб. Тож треба притягнути її до суворої відповідальності (та ж газета №52).
Замітка в номері за 12 червня 1933 року розповідає про підкуркульників: із села Ярославки — Магдика Василя та із Марківців — Голика Тимоша, які крали на полі філії бурякорадгоспу висадки, які вже дали сходи.

У доповідній члена ЦКК КП(б)У Макаренка голові комісії ЦКК КП(б)У Назаренку про розслідування фактів порушення революційної законності (вересень 1933) йдеться, зокрема, про таке:

В Бобровицком районе, у с. Марковцы, в июле 1933 г. председатель сельсовета Кононенко сорвал железные крыши с хат одного бедняка, одного колхозника и двух зажиточных хозяйств только потому, что решил покрыть железом крышу школы. Наделав разных вредительских дел, председатель сельсовета Кононенко неизвестно куда убежал, тогда райисполком назначает председателем сельсовета Голика, осужденного и исключенного из партии за срыв сельскохозяйственной кампании по этому же селу Марковцы.

1933 року школа стала 7-річною. 1935 року було введено обов'язкове початкове навчання, а кількість учнів зросла до 297. Першим директором семирічки став Андрій Пилипович Берднік. 1936 року за ініціативою Микити Вікторовича Заболотного на місці сучасного спортивного майданчика було побудовано велику школу семирічку. В колишньому будинку Катериничів було розміщено квартири для вчителів. Починаючи з 1938 року, частина молоді навчалась без відриву від виробництва у вечірній школі, у якій було організовано 3 класи (8, 9, 10), у яких навчалось 92 учні. Її директором був Василь Кирилович Шовкун.

### Друга Світова війна
У перші місяці війни було мобілізовано 350 марківчан.
Через близькість до залізниці під час регулярних бомбардувань страждали й Марківці. Зазвичай перед бомбардуванням над селом кружляла німецька «Рама» (Focke-Wulf Fw 189 Uhu), а за деякий час прилітав бомбардувальник. На городах люди копали невеликі бомбосховища, переважно на два виходи (аби зменшити наслідки ударної хвилі після прямого потрапляння).

Пам’ятник ГРС П.Н. Зубку (1916-1944рр.), с. Марківці, центр

Нацисти ввійшли в село з боку Козельця 15 вересня 1941 року. З-поміж невдоволених радянською владою селян почали створюватися поліційні відділки та старостат. Почались арешти й розстріли комсомольців, комуністів, активістів села, молодь силоміць вивозили до Німеччини. Зокрема, 24 жовтня 1942 року німці провели облаву й затримали 13 марківчанок віком 16-18 років. З Чернігова їх було відправлено на військовий завод «Фрідріхзорд» у передмісті Кіля.
5-6 січня 1943 року у відповідь на вбивство німецького поліцая каральними загонами СС було спалено 15 хат активістів села разом із їх жителями (за іншими даними — 22 двори та 37 людей). 19 березня 1943 року спалено 14 хат разом із людьми (за іншими даними — 17 дворів та 38 людей).
У ніч із 22 на 23 квітня 1943 року партизанський загін «За Батьківщину!» здійснив масштабну акцію на території області, зокрема, підірвав авіаційними бомбами залізничний котлован Марківці. Окупанти у відповідь спалили 96 дворів села.
Під осінь 1943 року у складі партизанського загону було 45 марківчан. 13 вересня 1943 року перед відступом нацисти спалили всю центральну вулицю села (в тому числі церкву), нову школу і старий будинок школи, приміщення контори колгоспу, зерносховище, скирти з хлібом і сіном, 30 будинків колгоспників разом із їх господарями. У боях біля села загинуло 260 воїнів Червоної армії. 13 воїнів (3 офіцерів та 10 сержантів і рядових) поховано в селі, відомі їх імена. Червона Армія увійшла в село 19 вересня 1943 року (за іншими даними — 16 або 20 вересня). Наступного дня відбулося одне з найбільших бомбардувань села та залізниці з людськими жертвами.
Льотчик Зубко Петро Наумович 1944 року став Героєм Радянського Союзу.
Статистика війни:
- Близько 500 марківчан пішло на фронт і в партизани (з них нагороджено орденами й медалями — 230). «Книга пам'яті України» містить 161 прізвище військовослужбовців та партизан — уродженців села (з них загинуло 75).[179]
- У партизанському загоні «За Батьківщину!» було 45 марківчан.
- Книга скорботи України містить 94 імені загиблих мирних мешканців села.[180]
- Понад 95 марківчан було вивезено на примусові роботи в Німеччину та країни-сателіти.
- Загалом під час війни в Марківцях загинула 281 людина.[181]

1943 року відновилося навчання у школі. Заняття проводились у колишньому будинку Катериничів. Директорами школи були Шматуха, Степан Леонтійович Нестеренко, Антон Павлович Воєвода. Завучем була Олександра Нестерівна Нестеренко (Сабанцева).

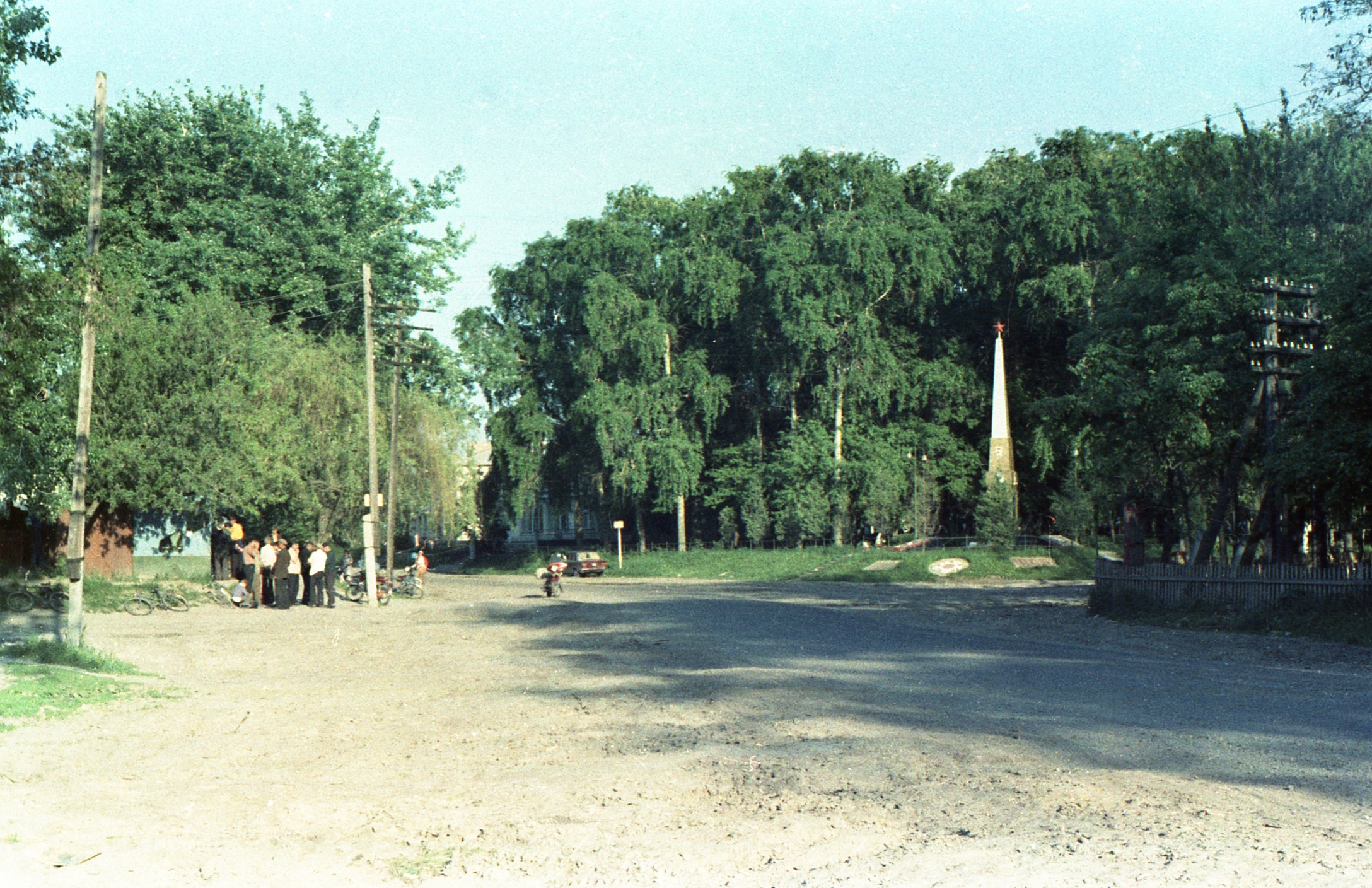
Центр у 1970-х

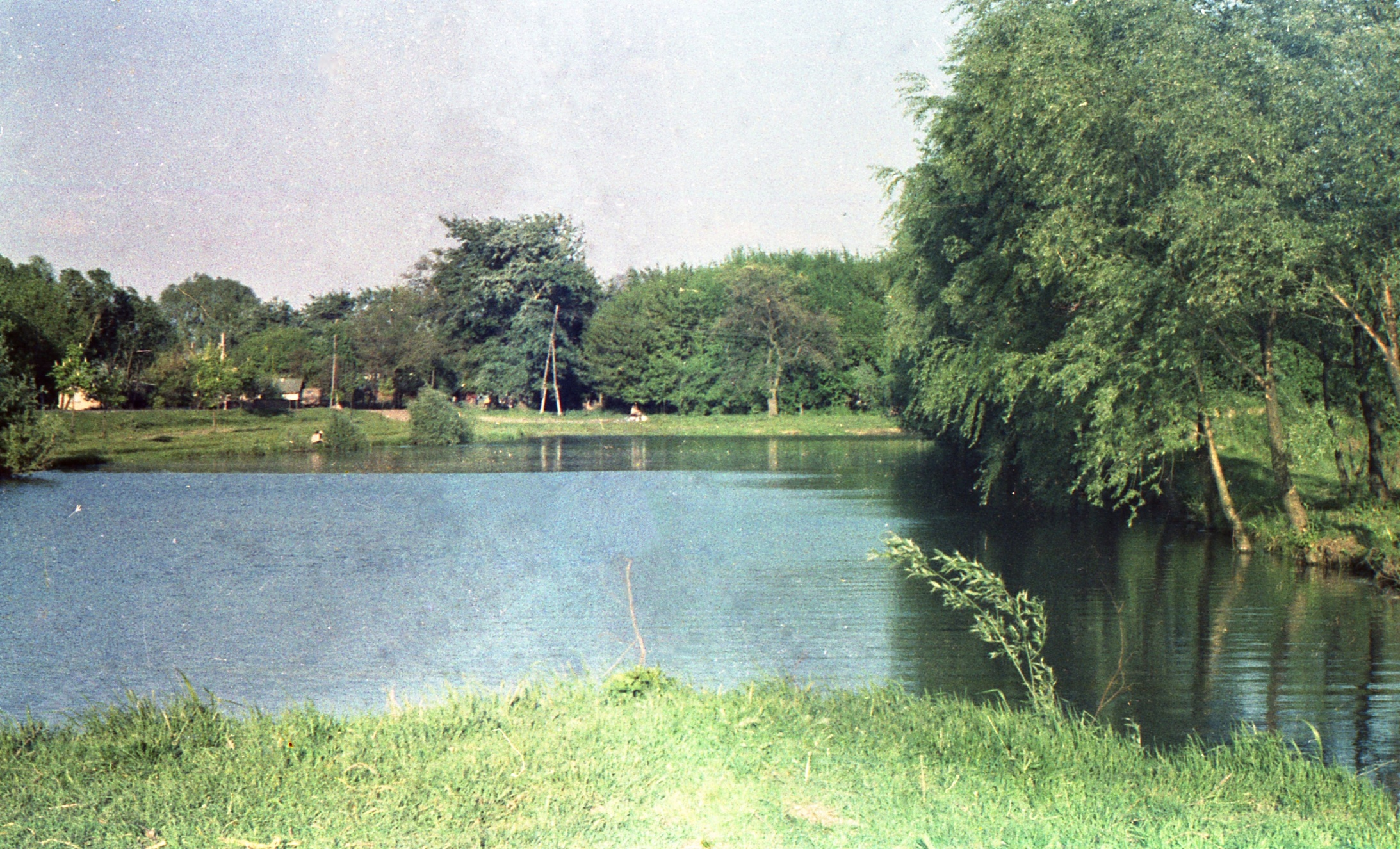
Розчищена Ревня в 1970-х

### Радянський післявоєнний період
Після війни школу очолювали директори Івченко Михайло Іванович та Козинець Микола Борисович. 1956 року директором став Галабурдов Микола Митрофанович. У цей час у школі було збудовано хімічний та фізичний кабінети, майстерню, 2 квартири для вчителів. Викладали вчителі: М. Ф. Дудар, М. І. Олешко, М. В. Боклан, О. Н. Сабанцева, К. Т. Буряк, Наталка Яківна Терещенко, Г. І. Шмигаль (вожата).
Разом зі хрущовською «відлигою» почалося активне відродження села. Збудовано нові господарчі споруди радгоспу та кілька соціальних об'єктів. На заході біля села посаджено хвойний лісовий масив.
Спеціалізацією радгоспу «Кіровський» стало м'ясо-молочне тваринництво. За успіхи, досягнуті в розвитку сільського господарства, 68 чоловік нагороджені орденами й медалями, серед них пташниця В. Л. Дяченко — орденом Трудового Червоного Прапора.
1960 року школа стала 8-річною, 1962 року село було електрифіковано.
На 1 січня 1963 року село Марківці налічувало 622 двори, населення села становило 1863 мешканці, з них 1033 жінок та 830 чоловіків.
1964 року валовий збір зерна становив 45 тисяч центнерів, цукрових буряків — 29 тис. центнерів, картоплі — 12 тис. ц, овочів — 1 тис. ц, фруктів — 500 центнерів. 1965 року було в господарстві 2427 великої рогатої худоби, у тому числі 910 корів. Свиноферма налічувала 2226 свиней, а птахоферма — понад 6 тисяч голів птиці. 1972 року земельні угіддя радгоспу становили 3274 га, у т. ч. орна земля — 2761 га.
1967 року в селі споруджено обеліск Слави воїнам-односельцям, а 1975 року відкрито погруддя П. Н. Зубка.
1967 року електрифіковано залізницю, а 1974 року було відкрито залізничну платформу «Листочок», яку пізніше перейменовано на «Ярославку».
Протягом 1979—1989 років довелося взяти участь у війні в Афганістані 8 марківчанам. У бойових діях загинули Василь Михайлович Лухта (1980) та Валерій Іванович Ковнір (1985).
Близько 1985 року біля залізничної зупинки «Ярославка» почалося будівництво першого дачного селища. 1987 року школа стала 10-річною, а наступного року почалось навчання дітей 6-річного віку.

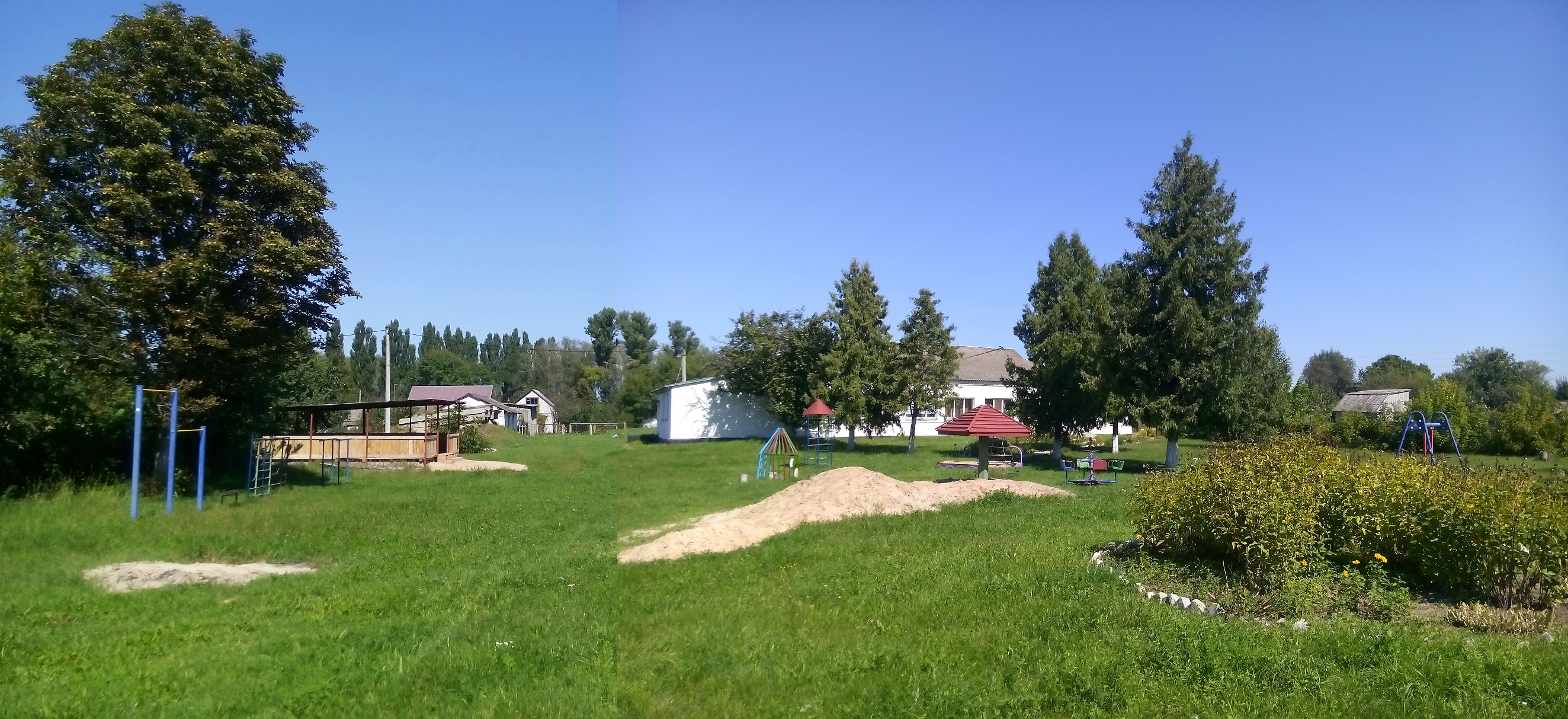
Дитсадок «Казка»

### Незалежна Україна
Протягом 1990-х років відбувся повний занепад радгоспу (КСП «Марковецьке»), закрилися деякі громадські заклади, погіршилося соціальне становище марківчан. Спроба провести газопровід із Бобровиці зазнала невдачі — не вистачило коштів на завершальний етап.

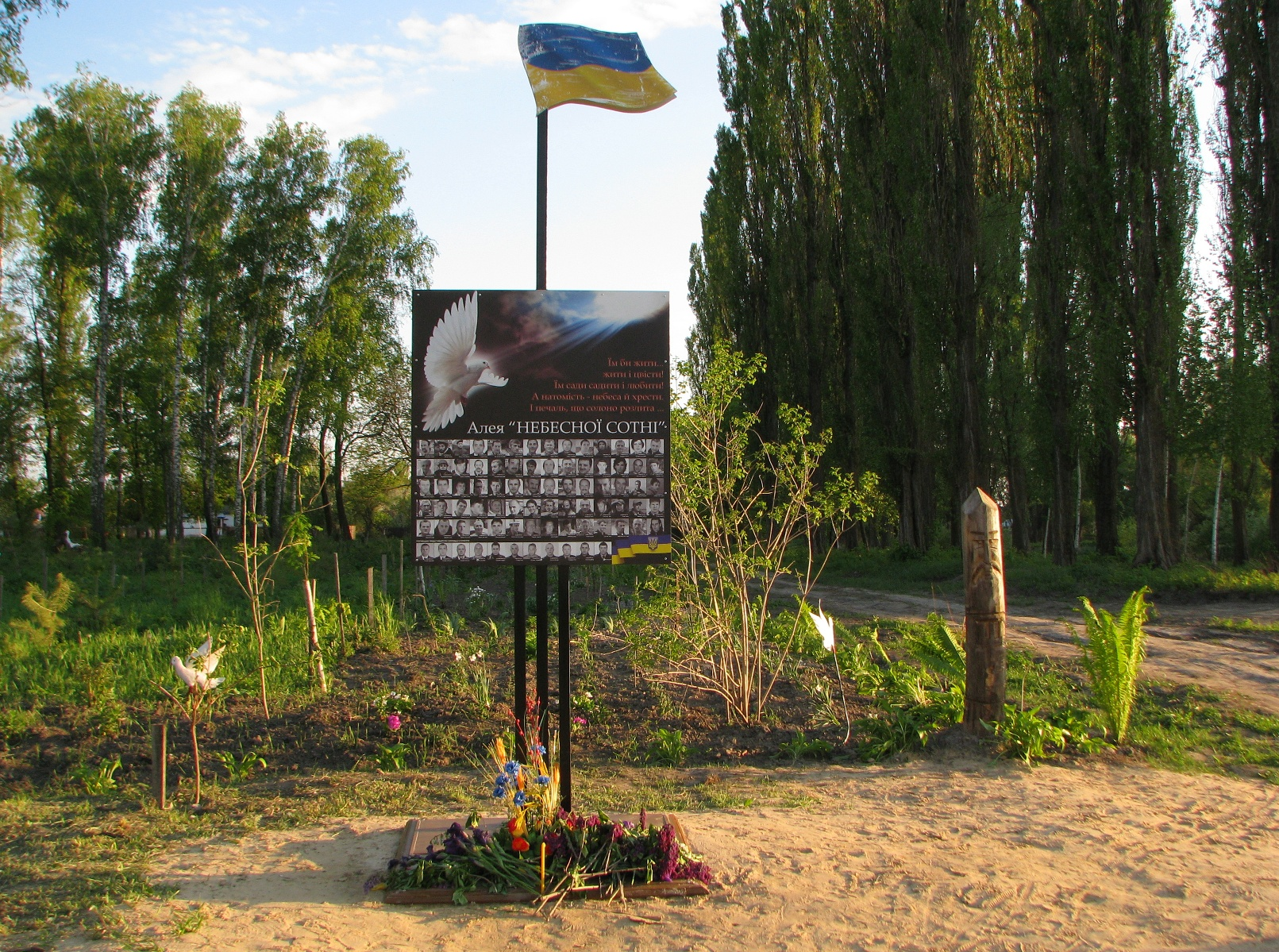
Алея «Небесної Сотні»

У той же час було заасфальтовано кілька великих вулиць. Відкрито залізничну платформу «Трубіж» та розпочато будівництво дачного селища біля неї.
Майже одночасно відкрилися церковні парафії УПЦ КП та УПЦ (МП).
Храм УПЦ КП було відкрито 1996 року у приміщенні старого магазину, яке приходило з роками в занепад. Першим настоятелем став отець Богдан Нікольський. Другим — Михайло Аренич, потім службу Божу правив Мирослав Портатус, а за ним настоятелями цього храму були Валерій Безуглий, отець Іван. З 2008 року настоятелем є отець Василь Бабець.
Парафію УПЦ (МП) було започатковано 1997 року в хаті на Хуторі. Будівництво храму навпроти школи тривало довгі роки. Першим настоятелем став отець Олександр, а після нього Богослужіння проводив отець Іван. На даний час настоятелем цього храму є отець Богдан Кушнірчук.
2000-ні роки принесли певні позитивні зміни, що дають надію на довге майбутнє села. 29 липня 2006 року село було газифіковано. Для цього було збудовано газогін с. Мостище — Марківці довжиною 8,3 км. Проведення газу в межах села було здійснено за кошти мешканців. 26 грудня 2008 року знов почав роботу відновлений за кошти громади дитсадок «Казка». 2017 року коштами Андрія Пінчука та інших меценатів було переасфальтовано 2 вулиці, а село увійшло до новоствореної Бобровицької ОТГ з утворенням Марковецького старостинського округу.
Під час проведення АТО на Донбасі з 13 мобілізованих (станом на травень 2015) загинуло 4 марківчан: Сергій Володимирович Бовсуновський (2014, похований у Бовсунах на рідній Житомирщині), Артем Володимирович Ус (2014), Олександр Валерійович Онопрієнко (2015), та Олександр Васильович Вапняр (2015, похований у Гнівані на рідній Вінниччині). С. В. Бовсуновського, А. В. Уса та О. В. Онопрієнка нагороджено орденом «За мужність» III ступеня (посмертно), О. В. Вапняра — орденом Богдана Хмельницького III ступеня (посмертно).
12 червня 2020 року, відповідно до розпорядження Кабінету Міністрів України № 730-р «Про визначення адміністративних центрів та затвердження територій територіальних громад Чернігівської області», увійшло до складу Бобровицької міської громади.
19 липня 2020 року, в результаті адміністративно-територіальної реформи та ліквідації Бобровицького району, увійшло до складу Ніжинського району Чернігівської області.
На початку російського вторгнення в березні 2022 року село опинилося поряд із окупованою територією майже в ізоляції. Селом пройшла ворожа колона в бік Броварів. У рамках гуманітарного коридору до села потрапила невелика кількість гуманітарної допомоги. В кінці березня окупанти вийшли з навколишніх сіл і відступили в бік Сумської області.

## Політика

### Парламентські вибори, 2019
На позачергових парламентських виборах 2019 року у селі функціонувала окрема виборча дільниця № 740066, розташована у приміщенні школи.
Результати
- зареєстровано 933 виборці, явка 47,80%, найбільше голосів віддано за «Слугу народу» — 44,67%, за Всеукраїнське об'єднання «Батьківщина» — 12,02%, за Радикальну партію Олега Ляшка — 8,84%[198]. В одномандатному окрузі найбільше голосів отримав Борис Приходько (самовисування) — 28,47%, за Сергія Коровченка (самовисування) — 20,24%, за Дмитра Пахомова (Слуга народу) — 18,35%[199].

## Згадки в літературі
- В. О. Круглик. Марківці — краплина історії України. — Чернігів: Аспект-Поліграф, 2013. — 271 с.[200]
- Мозаїка Марковецької творчості (упоряд. Т. М. Сугоняко). — Чернігів: Лозовий В. М., 2013. — 143 с.
- Поезія Петра Кононенка.[201]
- Біографічна повість Тетяни Череп-Пероганич «Із саду — дві стежини».
- Автобіографічна повість про війну: Гуськов С. В. Эхо бесшумных боев. — М.: Политиздат, 1984.[202]

## Люди
В селі народилися:
- Вовк Андрій Аврамович (1910—1987) — радянський партизан, український історик, кандидат історичних наук. Протягом 1962—1982 років — доцент кафедри історії УРСР історичного факультету Київського державного університету імені Тараса Шевченка. Автор понад 50 друкованих робіт. Розробляв питання партизанської та підпільницької діяльності в Україні в роки Другої Світової війни, соціальних процесів у середовищі українського селянства доби Національно-визвольних змагань 1917—1921 років. Співавтор кількох монографій. Учасник німецько-радянської війни.[203]
- Гусарук Юрій Миколайович — виконавець авторської пісні,[204] лауреат фестивалю авторської пісні «Сіверський акорд — 2012» у Новгороді-Сіверському,[205] учасник АТО на Донбасі.[206]
- Зубко Петро Наумович (1916—1944) — Герой Радянського Союзу, який, за деякими даними, повторив подвиг Гастелло. На його честь в селі названо вулицю.
- Катеринич Вадим Петрович (1845—1892) — військовий інженер, архітектор, полковник.[207] Автор зруйнованої 1935 року церкви Св. Марії Магдалини на Шулявці та багатьох інших будівель у Києві.
- Коновал Володимир Іванович (1940—2014) — заслужений будівельник УРСР, Герой Соціалістичної Праці.[34][208]
- Кононенко Іларіон Степанович (1907—1932) — прикордонник, кулеметник, що загинув на одній із прикордонних застав СРСР у Середній Азії, на честь якого названо цю заставу.[209]
- Кононенко Петро Петрович (1931) — учений-українознавець і громадський діяч, історик і письменник, директор Науково-дослідного інституту українознавства МОН України.
- Онопрієнко Олександр Валерійович (1988—2015) — солдат Збройних сил України, учасник російсько-української війни 2014—2017.
- Преподобна Смарагда (Онищенко Іуліанія Аврамівна), сповідниця Ніжинська (1858—1945) — ігуменя Ніжинського Свято-Введенського жіночого монастиря. 8 травня 2012 року Священним Синодом Української Православної Церкви причислена до лику місцевошанованих святих.[210][211]
- Песчаний Олег Олександрович (1961) — український історик, кандидат історичних наук. Дослідник історії чесько-українських зв'язків, української еміграції у країнах Центральної Європи, історії України XIX — XX ст. Автор понад 30 друкованих робіт.[212]
- Пінчук Анатолій Миколайович (1949) — український залізничник, лауреат Державної премії СРСР в галузі науки і техніки.
- Пінчук Андрій Михайлович (1943) — український юрист, заслужений юрист України, керівник Бобровицького відділення Чернігівського земляцтва в Києві.
- Роляк Ольга Сергіївна (1985) — українська письменниця, журналістка.
- Ус Артем Володимирович — військовослужбовець Національної гвардії України. 29 серпня 2014 року в зоні АТО біля міста Комсомольського був смертельно поранений у голову осколком міни. Указом Президента України № 873/2014 від 14 листопада 2014 року, «за особисту мужність і героїзм, виявлені у захисті державного суверенітету та територіальної цілісності України, вірність військовій присязі», нагороджений орденом «За мужність» III ступеня (посмертно).[191][191][213]
- Чебан Марія Михайлівна — народна майстриня. Вишиває, вирізає з дерева.[214]